# Història del Iemen
El Iemen és un dels més antics centres de civilització a l'Orient Pròxim. Les seves terres relativament fèrtils i precipitacions adequades en un clima més humit contribuïren a mantenir una població estable, una característica reconeguda pel geògraf grec antic Claudi Ptolemeu, el qual va descriure el Iemen com a Eudaimon Aràbia (més coneguda en la seva traducció llatina, Arabia Felix), que significa 'Aràbia afortunada' o també 'Aràbia feliç'.
El nòmades semites procedents de les regions del desert del Iemen (Rub al Kali i Sayhad) emigraren cap al nord, s'assentaren a Accad, i posteriorment penetraren a Mesopotàmia; finalment conqueriren Sumèria l'any 2300 aC, i assimilaren els amorrites de Síria.
Alguns estudiosos creuen que el Iemen continua sent l'única zona del món que és exclusivament semita, cosa que significa que el Iemen històricament no tenia cap altre poble que no fos de parla semita. Els semites iemenites fan remuntar el seu Musnad al període comprès entre els segles XII i VIII aC, fet que explica per què la majoria dels historiadors daten tots els antics regnes del Iemen entre els segles XII i VIII aC.
Entre el segle xii aC i el segle vi, va ser dominat per sis civilitzacions successives, que rivalitzaven entre si, o s'aliaven l'una amb l'altra, i que van controlar el lucratiu comerç d'espècies: Ma'in, Qataban, Hadramaut, Awsan, Sabà i els himiarites. L'Islam hi arribà l'any 630 i el Iemen va passar a formar part del reialme musulmà i fou fortament arabitzat.

## Prehistòria
Les primeres restes de poblament homínid daten del 700000 aC, a la regió d'Hadramaut. Les pintures rupestres més antigues daten del 7000 aC i serien obra de pobles nòmades, ja que els primers assentaments regulars daten del 5000 aC. Tanmateix, la domesticació animal va arribar a la regió abans que la sedentarització i els encarregats dels ramats es movien a la cerca de pastures.
No es pot calcular la data exacta de la transició a l'edat del bronze, però va ser anterior al 3000 aC, com proven els ídols trobats a les viles.

## Període 3000 a 1000 aC
Segons la tradició àrab, els semites del sud d'Aràbia del Sud es van integrar al llinatge de Qahtan 40 generacions abans que la tribu iemenita qahtanita de Júrhum adoptés Ismael i 80 generacions abans del naixement d'Adnan al segle xxiii aC. Després de la caiguda de les cultures semites del nord, Qahtan va reviure la influència semítica al nord amb les famoses migracions de Kahlan (Azd i Lakhm) i altres tribus iemenites al nord durant el segle iii aC abans de la primera destrucció de la presa de Marib. La primera nació semita de la Banya d'Àfrica, els D'mt, va ser un assentament del Iemen.
Els semites qahtanites es van mantenir com a dominants al Iemen del 2300 aC al 800 aC, però poc se sap sobre aquesta època, perquè els semites del sud es van separar pel vast desert d'Aràbia dels semites de Mesopotàmia i mancaven de qualsevol tipus d'escriptura per deixar constància de la seva història. No obstant això, se sap que negociaven activament al llarg de les costes del mar Roig. Això els portà a posar-se en contacte amb els fenicis i, gràcies a ells, els semites del sud van adoptar l'escriptura i començaren a deixar constància escrita de la seva història.
La cultura semita de Tihama va durar des del 1500-1200 aC. Durant el final de segon mil·lenni aC, un complex cultural semita va sorgir a la regió de Tihama del Iemen, i es va estendre fins al nord d'Etiòpia i Eritrea (concretament a la regió etíop de Tigre, al centre d'Eritrea, i a les zones costaneres, com Adulis). Els semites del Iemen van començar a assentar-se a les terres altes d'Etiòpia. Aquests assentaments assoleixen el punt culminant al segle viii aC, i amb el temps donaran lloc al sorgiment dels regnes de D'mt i Aksum.

## Regnes

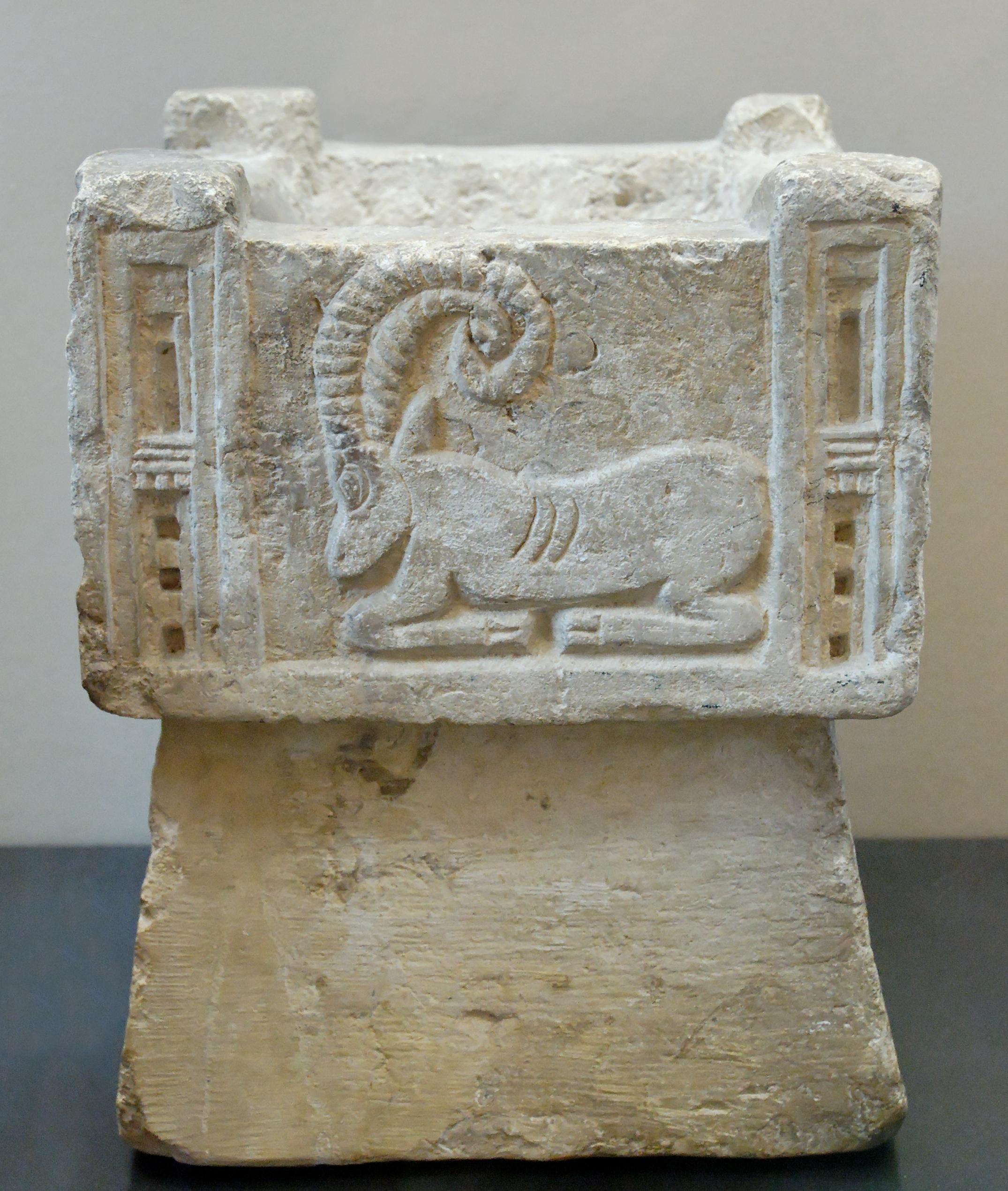
Cremaperfums iemenita del

Antiga inscripció iemenita

El Regne de Sabà, la capital del qual es creu que era Marib, va assolir un gran poder per la seva situació estratègica, entre l'Índia i el Mediterrani, la qual li va permetre monopolitzar el trànsit d'espècies. Segons l'Antic Testament, Salomó va rebre al segle x aC la visita de l'opulenta reina de Sabà; l'esplendor del seu seguici pot ser un eco de la fascinació que les riqueses del Regne sabeu van produir en l'època. Cap al segle viii aC va ser construït un dic de grans dimensions, del qual encara hi ha vestigis, per millorar els regadius. Sembla que va estar en funcionament fins a l'any 57, és a dir, durant més d'un mil·lenni. Encara poden veure's les restes d'un gran temple a Marib, que va romandre dempeus durant gairebé catorze segles.
A partir del segle iii, el Regne de Sabà passa a ser dominat per una nova dinastia, els himiarites, per la qual cosa d'ara endavant es parla del Regne d'Himyar. La capital del nou regne es trasllada al segle v a Zafar (ara un petit poble, a la regió d'Ibb). També comerciants, els himyarites van ser, tanmateix, culturalment inferiors als sabeus. Dhu-Nuwàs, rei d'Himyar, va adoptar el judaisme com a religió d'estat, i va perseguir els cristians, la qual cosa ocasionà una guerra amb el cristià Regne d'Axum, a l'actual Etiòpia. Himyar va ser envaït i conquerit per Aksum l'any 533. Quaranta anys després (572), el regne va ser annexionat per la Pèrsia sassànida.

### Regne de Ma'in
Durant el govern mineu, la capital es trobava a Qarnaw (ara coneguda com a Ma'in). La seva altra ciutat important era Yathill (ara coneguda com a Baraqix). Altres parts del modern Iemen inclouen Qataban i la cadena costanera d'estacions de rec conegudes com l'Hadhramaut. Per bé que Sabà dominà en el primer període de la història del sud d'Aràbia, les inscripcions minees són del mateix període cronològic, així com les primeres inscripcions sabees. Predaten l'aparició dels mateixos mineus i, per això, s'anomenen ara més apropiadament madhàbiques més que minees. El Regne mineu se centrava al Iemen nord-occidental, amb la majoria de les seves ciutats situades al llarg del Wadi Madhab. Les inscripcions minees s'han trobat molt enfora del Regne de Ma'in, tan lluny com a al-Ula a Aràbia Saudita nord-occidental i fins i tot a l'illa de Delos i a Egipte. Fou el primer dels regnes àrabs del sud que s'extingí, i la llengua minea desaparegué al voltant de l'any 100.

### Regne dels himiarites

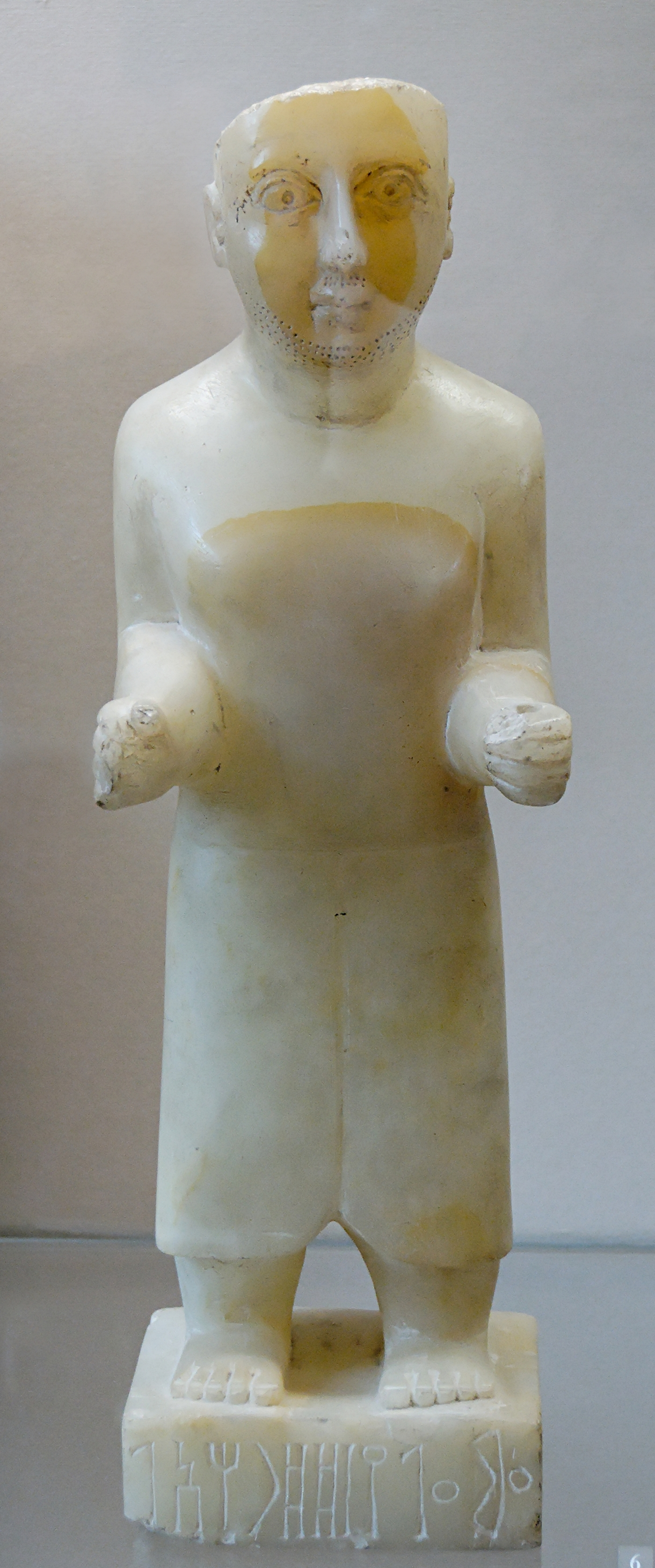
Estàtua d'Ammaalay,, Iemen

El primer estat himiarita va sorgir el 115 aC a Dhu-Raydan (el títol era senyors de Dhu-Raydan), que després va esdevenir el Regne d'Himiar (Himyar).
Els himiarites havien unit el sud-oest d'Aràbia, controlaven la mar Roja, així com les costes del golf d'Aden. Des de la seva capital, els reis himiarites llançaven reeixides campanyes militars, i havien estès el seu domini de vegades tan lluny com al golf Pèrsic a l'est i tan lluny com al desert àrab, al nord.
Durant el segle iii, els regnes àrabs del sud estaven en continu conflicte l'un amb l'altre. Gadarat d'Axum començava a interferir en els afers dels àrabs del sud, signant una aliança amb Sabà, i un text himiarita assenyala que Hadramaut i Qataban estaven també aliats contra el regne. Com a resultat d'això, el Regne d'Axum pogué capturar la capital himiarita de Zafar en el primer quart del segle iii. Tanmateix, les aliances no duraven, i Xa'ir Awtar de Sabà inesperadament es girà vers Hadramaut, s'alià altre cop amb Aksum i prengué la seva capital el 225. Himyar llavors s'alià amb Sabà i envaí els territoris aksumites novament presos, reconquerí Zafar, que havia estat sota el control del fill de Gadarat, Bygt, i feu retrocedir Aksum cap a la Tihama.
Establiren la seva capital a Zafar (ara només un poble petit a la regió d'Ibb) i gradualment absorbiren el Regne sabeu. Comerciaven des del port de Mawza'a a la mar Roja. Dhu-Nuwàs, un rei himiarita, convertí el judaisme en religió estatal al començament del VI segle i començà a massacrar els cristians. Indignat, Caleb, rei cristià d'Aksum, amb l'encoratjament de l'emperador romà d'Orient Justí, envaí i s'annexionà el Iemen. Aproximadament cinquanta anys més tard, el Iemen queia en mans de Pèrsia.

#### Expedició romana
Eli Gal, prefecte d'Egipte, va dirigir una expedició al país (25 aC-24 aC) sota el govern d'August, amb l'objecte de concertar tractats d'amistat amb els pobles de la zona o per sotmetre'ls si s'hi oposaven. L'expedició va sortir de Cleopatris (l'antiga Arsinoe) i als 15 dies va arribar a Leuce Come (Λευκὴ κώμη), encara al país dels nabateus, on van haver de passar l'estiu i l'hivern per una epidèmia. A la primavera següent van passar pel territori d'Aretes, un vassall o aliat d'Obodes, rei dels nabateus a l'època, país que van travessar a camell en 30 dies. El primer guia de l'expedició fou el romà nabateu Sil·leu (Syllaeus) qui procurava obstaculitzar l'avanç. Estrabó fa un relat de l'expedició. La calor i la manca d'aigua potable van provocar una malaltia desconeguda entre la tropa i bona part de l'exèrcit quedà aniquilat i els àrabs no solament els van rebutjar sinó que encara es van apoderar d'algunes zones que els romans controlaven fins llavors.
Van arribar aleshores a un país anomenat Ararena (Ἀραρηνή), governat pel xeic Sabus. Aquest país, el van travessar en 50 dies, ja que no tenien guia, i van arribar a la ciutat d'Agrani (Ἀγρανοί), cap d'un país pacífic i comerciant que van travessar en sis dies i arribaren a un riu on van lliurar una batalla en què van matar deu mil àrabs i només van perdre dos soldats; conqueriren la ciutat d'Asca (Ἄσκα) i després la d'Athrulla (Ἄθρουλλα), i entraren al país dels marsyabae (marsiabes, la capital es deia igual) i dels rhamanitae (ramanites), governat per Ilasarus. D'allí es van haver de retirar per manca d'aigua i retornaren per una ruta més curta cap a Anagrama (on van arribar en nou dies), després a un lloc anomenat Set Pous (Ἑπτὰ φρέατα), on van arribar en 11 dies, seguint cap a Chaalla (Χάαλλα) i Malotha (Μαλόθα), aquesta a la riba d'un riu, i després a un desert i a Nera o Negra Come (Νερὰ κώμη), a la vora del mar, al país d'Obodas, rei nabateu.
Gal va utilitzar sis mesos en l'expedició per la traïció del seu guia, mentre que va efectuar la retirada en només seixanta dies. A Nera van embarcar cap a Myos Hormus (Μυὸς ὅρμος), on van arribar als 11 dies. Plini, més breument, esmenta que Gal va destruir ciutats com Negra, Amnestrum, Nesca, Magusa, Tammacum, Labecia, Mariaba (Marib?) i Caripeta, el punt més llunyà.
L'expedició, se suposa que va passar per Medina, la Meca, Taizz i va arribar fins a Nadjran (on va guanyar una batalla) i Marib, on després de sis dies de setge es va haver de retirar.

#### Conquestes himiarites
El 25 aC van conquerir temporalment el Regne de Sabà; uns dos-cents vint anys després el Regne de Qataban, i vers el 300 el Regne d'Hadramaut. Sabà fou finalment conquerida i annexionada el 280, però abans havia arribat a dominar Raidan (vers 160-195). Vers el 290 la primera dinastia himiarita de Raidan fou substituïda per la dinastia paral·lela anomenada dels Toba o Tubba (probablement un títol personal semblant a faraó), que es van titular "reis de Sabà i Raidan" o "Tubba d'Himyar".
Vers el 330, mercès a un predicador originari d'Alexandria d'Egipte, el rei axumita Erzana es va fer cristià i, al contrari, el rei d'Himyar es va convertir al judaisme vers el 385. Al segle següent el cristianisme es va implantar al Iemen, sobretot a Najran.

#### Primera conquesta aksumita
Els aksumites van conquerir el Iemen vers el 370. El rei d'Axum o Aksum es va titular "rei d'Axum, del Iemen i de Reidan". Pel mateix temps els axumites van conquerir la Núbia, al nord d'Axum. El 378 els himiarites van recuperar la independència.

#### Final del Regne himiarita
Fins al 525 fou l'estat dominant al sud d'Aràbia amb una economia agrícola ajudada per l'exportació d'encens i mirra; els himiarites compraven vori a Àfrica, que després venien a l'Imperi Romà. El darrer rei en fou Dhu-Nuwàs (Yusuf Aixar Yathar), que s'havia convertit al judaisme. El seu veí a l'Àfrica era el Regne d'Axum, un regne cristià. Es va produir la matança de Najran, en la qual cristians himiarites i axumites foren massacrats per ordre del rei; l'emperador romà d'Orient va comunicar els fets al rei d'Axum, Caleb. Axum finalment hi intervingué i va derrotar Dhu-Nuwàs. Un virrei d'Axum es va instal·lar a Thusfar.

### Regne d'Axum
Al voltant de 517-8, un rei jueu anomenat Dhu-Nuwàs usurpà el tron d'Himyar a Madikarib Yafur. De manera molt interessant, Zacaries Escolàstic de Mitilene (darreria del segle vi) diu que Iússuf es convertí en rei perquè l'anterior rei havia mort a l'hivern, quan els aksumites no podien travessar la mar Roja i n'assenyala un altre rei. El llarg títol de Madikarib Yafur posa la seva sinceritat en dubte, tanmateix. Quan va arribar al poder, Iússuf atacà la guarnició aksumita a Zafar, la capital himairita, matà molta gent i destruí l'església d'allà. El rei cristià Caleb d'Axum s'assabentà de les persecucions de Dhu-Nuwàs contra els cristians i aksumites i, segons Procopi, fou fortament encoratjat pel seu aliat, el cristià emperador romà d'Orient Justí I, el qual va demanar l'ajut d'Aksum per tallar els subministraments de seda com a part de la seva guerra econòmica contra els perses.
Kaleb envià una flota a l'altre costat de la mar Roja i va poder derrotar Dhu-Nuwàs, que fou mort en la batalla segons una inscripció d'Husn al-Ghurab, mentre la tradició àrab posterior el presenta muntant el seu cavall al mar. Kaleb instal·là un virrei himiarita nadiu, Aixwa de Sumyafa', que governà fins al 525, quan fou deposat pel general aksumita (o soldat i anterior esclau) Abraha, amb el suport de soldats etíops descontents. Segons fonts àrabs posteriors, Kaleb se'n venjà enviant una força de 3.000 sota el comandament d'un parent, però les tropes desertaren i mataren el seu líder, i un segon intent de fer fora el rebel Abraha també va fracassar. Fonts etíops posteriors manifesten que Kaleb abdicà per viure els seus últims anys en un monestir i envià la seva corona per ser penjada a l'església del Sant Sepulcre de Jerusalem. Si bé sembla incert, aquesta teoria troba suport en la manca d'enllaços entre les seves monedes i les del seu successor, Alla Amidas. Una inscripció de Sumyafa Aixwa també esmenta dos reis (nagaśt) d'Axum, i indica que els dos poden haver cogovernat durant un cert temps abans que Kaleb abdiqués a favor d'Alla Amidas.
Procopi comenta que Abraha se sotmeté més endavant al successor de Kaleb, un fet que troba suport en una antiga inscripció del 543 que assenyala Aksum abans dels territoris directament sota el seu control. Durant el seu regnat, Abraha reparà la presa de Marib el 543, i rebé ambaixades de Pèrsia i l'Imperi Romà d'Orient, incloent-hi una petició d'alliberar alguns bisbes que havien estat empresonats a Nísibis (segons la Vida de Simeó de Joan d'Efes). Abraha va governar com a mínim fins al 547, en algun moment després del qual fou succeït pel seu fill, Aksum. Aksum (anomenat "Yaksum" en les fonts àrabs). És esmentat també com a Maafir en una inscripció de la presa de Marib Abraha, i fou succeït pel seu germà, Masruq. El control aksumita al Iemen acabava el 570 amb la invasió de l'antic general sassànida Vahriz que, segons llegendes posteriors, matà Masruq amb la seva fletxa ben apuntada.
Fonts àrabs posteriors també diuen que Abraha construí una gran església anomenada Al-qulays a Sanà, a fi i efecte de desviar el pelegrinatge del Kaba i per fer-lo morir en l'any de l'Elefant (570), després de retornar d'un atac fracassat contra la Meca (encara que es creu que havia mort abans d'aquesta data). La cronologia exacta de les primeres guerres és incerta. Una inscripció del 525 esmenta la mort d'un rei d'Himyar, que es podria referir ja sia al virrei himiarita d'Axum, Sumyafa Aixwa, o a Iússuf Asar Yathar. Les històries àrabs posteriors també esmenten un conflicte entre Abraha i un altre general aksumita anomenat Aryat, que el 525 apareix liderant una rebel·lió.

## Hadramaut
Fou un regne centrat a Xibam i Tarim, ciutats mil·lenàries. La capital n'era Xabwa, situada a la perifèria de la vall, al nord-oest, en un petit uadi que desaigua al Ramlat Sabatayn. La seva importància venia donada, sens dubte, per motius comercials, com a centre principal de la via comercial de l'encens, que es recollia a Mahra i arribava per caravanes que continuaven cap a la costa occidental d'Aràbia cap als mercats de la mar Mediterrània i Orient Mitjà. També devia ajudar l'existència d'unes salines a la rodalia. La ciutat era un centre del culte monoteista de Rahman, que va existir fins al segle vii, que tenia gran importància en el comerç de l'encens i estava sotmès a regles religioses estrictes. Les fonts gregues diuen que el país estava poblat pels chatramotitai. Es coneixen un gran nombre de reis d'Hadramaut, tant per les inscripcions com per altres fonts secundàries, però el seu ordre cronològic no s'ha pogut establir amb seguretat. El Regne d'Hadramaut hauria existit almenys des del segle v aC i hauria deixat d'existir vers el final del segle iii o començaments del IV, quan els reis de Sabà i Dhu Raydan (himiarites) van incloure l'Hadramaut entre els seus dominis; el primer rei sabeu que es va considerar sobirà de l'Hadramaut fou smr yhr's, que figura a les fonts musulmanes com a Xamir Yurix. No obstant això, ja abans s'havien establert possibles colònies sabees, ja que s'han trobat inscripcions sabees anteriors al segle iii i un rei que hauria governat a la meitat del segle iii exercia domini sobre les tribus de les muntanyes de l'Hadramaut.

### Imamat ibadita de l'Hadramaut
Aquest imamat fou un estat ibadita que va existir en aquesta regió entre el 745 (reconegut vers 748) i el segle xi.
Al Iemen els kharigites es van apoderar del país vers el 685, però després del 692 el seu domini es va acabar davant l'exèrcit califal, però les tendències kharigites es van mantenir al sud d'Aràbia i vers el 745 l'agitació ibadita procedent de Bàssora va esclatar en una revolta dirigida per Abd-Al·lah ibn Yahya al-Kindí, de malnom Tàlib al-Haqq, cadi d'Hadramaut, contra el governador local Ibrahim ibn Jabala ibn Makhrama al-Kindi, supeditat al governador de Sanaà al-Qàssim ibn Úmar àlies Quwàysim, nomenats ambdós per Marwan II ibn Muhàmmad (744-750).
Quan va triomfar el rebel, fou reconegut imam per les autoritats ibadites de Bàssora i fou el primer dels imamats ibadites. La capital del territori fou ocupada el 745 i el 746 van ocupar també Sanaà. Llavors l'imam va decidir atacar Medina i la Meca i amb només 1.000 guerrers dirigits per Abu-Hamza al-Mukhtar va entrar a les dues ciutats santes vers 747. El califa Marwan II va enviar un exèrcit de 4.000 soldats dirigits per Abd-al-Màlik ibn Atiyya as-Sadí, que va reconquerir fàcilment les ciutats santes i Abu-Hamza va morir en la lluita.
L'imam va sortir de Sanaà per impedir l'exèrcit omeia entrar al Iemen, però en la batalla decisiva de Juraix els ibadites foren derrotats totalment i l'imam va morir. Les restes de l'exèrcit ibadita es va refugiar a la fortalesa de Xibam i es van salvar perquè els omeies, per ordre del califa, s'havien de retirar cap a la Meca, i van acceptar signar un acord de pau, pel qual Hadramaut era reconegut imamat independent.
El nou imam fou Abd-Al·lah ibn Saïd al-Hadramí, confirmat per Bàssora. Aquest imamat va existir almenys fins al segle xi, de vegades supeditat a l'imamat d'Oman; al segle x al-Hamdani diu que tenia capital a Dawan o Doan. Després del segle xi els ibadites d'Hadramaut no tornen a ser esmentats, però sí que apareixen encara ibadites a Mahra (regió), a l'est d'Hadramaut (incloent Socotora), que eren tributaris de l'imam ibadita d'Oman. Al Iemen els grups ibadites dispersos van existir fins al segle xii.

## Domini sassànida

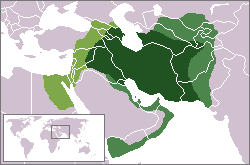
L'Imperi sassànida en la seva màxima extensió, sota el rei Còsroes II

El rei persa Còsroes I va enviar tropes sota sota el comandament de Vahriz, que ajudava el semillegendari Sayf ibn Dhi Yazan a conduir els aksumites etiòpics fora del Iemen. El sud d'Aràbia esdevingué un domini persa sota un vassall iemenita i així entrà en l'esfera d'influència de l'Imperi Sassànida. Posteriorment, un altre exèrcit fou enviat al Iemen, i el 597/8 el sud d'Aràbia es convertia en una província de l'Imperi sassànida sota una sàtrapa persa. Fou una província persa de nom, però després que els perses assassinessin Dhi Yazan, el Iemen es dividí en un cert nombre de regnes autònoms.
Aquest desenvolupament fou una conseqüència de la política expansionista seguida pel rei sassànida Còsroes II (590-628), el propòsit del qual era protegir les zones frontereres perses com el Iemen d'incursions romanes d'Orient.

## Conquesta àrab i laRida
Després de la mort de Còsroes el 628, el governador persa del sud d'Aràbia, Badhan, es convertí a l'islam i el Iemen seguí la nova religió. Segurament abans de la conquesta de la Meca pels musulmans (630), els perses del Iemen, dirigits per Badhan, es van aliar a Mahoma per manca de suport sassànida. A la mort de Badham, després del 630 Mahoma va reconèixer alguns caps iemenites com a delegats al territori a més d'enviar delegats des de Medina. La regió de Sanà va quedar en mans del fill de Badham, Xahr. El març del 632, la tribu dels Madhhidj dirigida per al-Aswad ibn Kab al-Ansi (el seu nom real era segurament Athala o Abhala i se l'anomenava també Dhu l-khimar, 'l'home del vel', o Dhu l-himar, 'l'home de l'ase'), va iniciar la rida (apostasia) i va expulsar els delegats musulmans, Khalid ben Said i Amr ibn Hazm de Nadjran, va derrotar i matar Xahr i van entrar a Sanà. Gran part del Iemen va quedar sota el seu control. Kays ibn al-Makxuh al Muradi va donar suport a al-Aswad. Aquest es va proclamar kahin ('endeví') i deia parlar en nom d'Al·là, practicant un monoteisme derivat probablement del cristianisme o del judaisme. Al cap d'un mes o dos va morir (juny del 632), sembla que assassinat per alguns dels seus lloctinents, com Kays ibn al-Makshuh al Muradi i els perses Firuz (o Fayruz) al-Daylami, i Dadhawayh, amb l'ajut de la vídua de Xahr, amb la qual al-Aswad s'havia casat, alguns d'aquests potser instigats per agents de Mahoma.

## Governadors califals

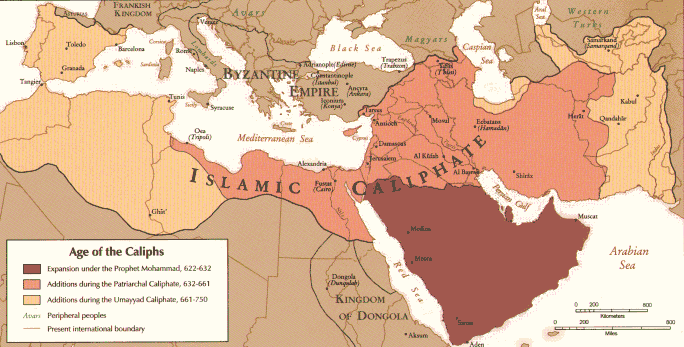
L'era dels califes

Els governadors califals van conservar el poder fins vers el 837 i nominalment fins al 905. El 837 la família dels yufírides va derrotar el governador abbàssida i va acabar sent reconeguda com a governadora vers 848 creant de facto la primera dinastia dels yufírides (més coneguda com a yafúrides). En aquests anys les doctrines alides van entrar al país i van sorgir nombrosos caps locals el poder dels quals mai va ser important. Els yufírides tornaran a governar vers 915 fins vers 970 o 980 però ja no com a governadors.

## Dinastia càrmata
El 905 els càrmates, dirigits per Mansur al-Qarmatí i Alí ibn al-Fadl, van establir el seu poder i van desconèixer el califat. Mansur va morir el 914 i Alí el 915. Els caps religiosos van concedir el dret d'elecció del nou imam al califa fatimita de Mahdia a Ifríqiya, presentant dos candidats: Hassan ibn al-Mansur, fill de Mansur, i Abd-Al·lah aix-Xawirí, un teòleg. El califa va optar per aquest segon (916).
De moment Hassan ho va acceptar, però al cap d'un parell d'anys va començar a reunir suports tribals i es va revoltar. Llavors es va declarar sunnita i va massacrar tots els càrmates que van caure a les seves mans; finalment Abd-Al·lah, que dominava el país entre Xiban i Hadur Nabi Shuayb (a l'oest de Sanà), el va poder derrotar i va confirmar la seva lleialtat al califat fatimita, però no tenia el suport de totes les tribus, moltes de les quals eren sunnites.

## Hiwàlides o yafurites i imams de Zabid
Els Banu Hiwal van agafar el poder a Sanà dirigits per Àssad ibn Abi-Yàfur, mentre un imam de nom Murtada ibn Hadi agafava el control de Zabid. Àssad va continuar la lluita al front dels seus partidaris. Després del 915 els yafúrides no van tardar a recuperar Sanà i un membre de la dinastia, Àhmad Nàssir ibn al-Mansur, va conquerir Aden. Va morir el 955 i els hiwàlides van passar a ser un petit poder local i l'imam de Zabid es va apoderar de Sanà i va dominar la Tihama.
Al cap de poc de temps Sanà va caure en mans de les tribus del Khawlan, i després de les tribus dels Banu Hamdan. Els imams van conservar Zabid i la Tihama fins al 987, quan els hiwàlides o yafurites van reconquerir Sanà i van ocupar Zabid. Llavors els hiwàlides van reconèixer el califa fatimita. L'emir hiwàlida va morir el 997 i no gaire després els imams van retornar a Zabid (van seguir com a imams fins a la meitat del segle xi, quan es va imposar la dinastia sulàyhida).

## Imams xerifians de Sada
El 999 l'imam Mansur Qàssim ibn Muhàmmad ibn Alí, de la branca husseinita de xerifs, resident a Khatam, es va presentar a Sa'dah, on fou reconegut com a imam. Va avançar cap a Raydan i Bewn, on igualment fou reconegut. va establir un governador a Sanà i va dominar els països dels Banu Ans i Dhimar. El Kihlan es va declarar al seu favor.
No van tardar a esclatar conflictes entre l'imam i el seu governador a Sanà, i aquest va reconèixer llavors un altre imam, al qual va instal·lar com a nominal sobirà a Sanà i va dominar la regió fins al 1008, encara que en situació de lluita contínua.
L'imam Mansur fou succeït pel seu fill Hussayn ibn al-Mansur, que va adoptar el títol de Mahdi a Kaa, i molts imams i caps locals el van reconèixer. Va derrotar el 1008 el governador de Sanà i va ocupar la ciutat, però el fill del governador derrotat va reagrupar les tribus dels Banu Ans i els Banu Hamdan i es va aliar a l'imam de Zabid. Aviat va recuperar el poder a Sanà.
Hussayn ibn al-Mansur va morir el 1013 i el va succeir el seu germà Djafar ibn al-Mansur, que el 1022 va avançar des de Sada cap a Sanà i es va fer reconèixer com a imam. El 1019 els Banu Man o mànides (també Banu Maan) van prendre el poder a Lahej i vers el 1038 es van apoderar d'Aden.

## Hamzites
Jàfar ibn al-Mansur fou reconegut fins al 1031, quan es va proclamar imam i xerif Hàssan ibn Abd-ar-Rahman, que va fundar una efímera dinastia d'imams i xerifs de Sanà, que va agafar el nom del seu fill i successor Hamza ibn Hàssan. Van tenir el suport dels hiwàlides, que encara conservaven un cert poder a la zona.

## Daylamites
La dinastia d'imams de Sada va continuar fins vers el 1047, quan un imam daylamita que s'havia proclamat a Bewn va conquerir Sada, que va devastar. Llavors va entrar a Sanà al mateix any, però la seva tirania fou ràpidament enderrocada (encara el 1047), quan es va revoltar a Mesar (al nord-oest de Sanà) Alí ibn Muhàmmad as-Sulayhí.

## Sulàyhides

### Alí as-Sulayhí
Alí as-Sulayhí no va tardar a dominar gran part del Iemen i va reconèixer el califa fatimita. Va conquerir Zabid i Aden (en una data que varia segons les fonts entre 1048 i 1062) i fou reconegut des de la Meca a Hadramaut (1063). El 1064 va nomenar governador de Zabid Àssad ibn Xihab, marit de la seva germana Asma, amb la condició de pagar tribut. La família dels Banu Man van restar com a senyors tributaris a Aden. Alí va cedir com a dot el tribut que pagaven els Banu Man d'Aden a la seva jove Sayyida Hurra quan es va prometre amb el seu fill al-Muqàrram.
Alí va ser assassinat el 1066 a Mehdjem per dos fills de l'antic imam de Zabid, i va deixar la successió a Sanà al seu fill conegut com al-Muqàrram (Àhmad Ibn Alí). El seu germà Abd-Al·lah va iniciar una branca familiar (el seu fill Àhmad ibn Abd-Al·lah, i la filla d'aquest Arwa bint Àhmad) amb poder local.

### Al-Muqàrram ibn Alí
Al-Muqàrram tenia per esposa la seva cosina, Sayyida Hurra (el casament es va formalitzar el 1069), que durant molts anys havia de ser l'autèntica governanta de l'estat sulàyhida (de fet postsulàyhida), i amb la qual va tenir almenys quatre fills: Muhàmmad, Alí (ambdós van morir joves), Umm-Hamdan i Fàtima. Sayyida Hurra cobrava el tribut d'Aden que pagaven els Banu Man. Mort Alí, els Banu Man van començar a fer el ronsa amb el tribut.
Mentre el seu marit dirigia els afers a Sanà, Sayyida Hurra es va establir a Djubla. A la mort de la seva mare Asma, al-Muqàrram es va traslladar també a Djubla. Mentrestant, el najàhida Saïd al-Àhwal (l'Estràbic) havia retornat i havia recuperat Zabid vers el 1069.

## Imams de Zabid o najàhides (1022-1158))
El 1063 la dinastia d'imams fou enderrocada per Alí al-Sulayh, però el 1066 els dos fills de l'imam enderrocat (de nom Najah, els descendents del qual es van dir najàhides), van matar l'emir sulàyhida i un dels dos, Said ibn Najah al-Ahwal (l'Estràbic), es va proclamar imam. La princesa Asma, mare del sulàyhida al-Muqàrram, que residia a Zabid, fou empresonada. Llavors al-Muqàrram va reunir forces, va avançar contra la ciutat i la va reconquerir, i Said va haver de fugir temporalment a les Illes Dahlak.
Els najàhides, com havien fet abans els ziyàdides, van portar-hi milers d'abissinis, que en part reforçaven el seu exèrcit. Una ciutat, Hays, estava poblada totalment de negres (encara que probablement fou de fundació ziyàdida i no najàhida) i la població de la Tihama encara avui dia és de pell fosca. Es coneixen unes quatre monedes najàhides, i totes haurien estat encunyades a Zabid.

### Antecedents
El darrer ziyàdida va ser assassinat per un dels governadors esclaus anomenat Nafis, durant el govern del visir abissini Mardjan. Nafis es va proclamar emir. Un altre governador esclau, Nadjah, es va alçar per venjar el mort. Nafis va morir en la lluita (1022) i Nadjah va entrar a Zabid (febrer del 1022), on va fer tancar en una sala el visir, els accessos a la qual foren tapiats. Nadjah es va proclamar emir i va fer llegir el seu nom a la khutba junt amb el del califa abbàssida que li va donar el lakab d'al-Muayyad Nasir al-Din; també va encunyar moneda. El seu domini s'estenia des de Zabid cap al nord i arribava a Harad a la Tihama; les terres altes restaven repartides entre diversos prínceps, hi destacaven els sulàyhides, que progressivament van adquirir més poder.
El sulàyhida Alí hauria fet enverinar Nadjah per una esclava que li havia regalat, vers el 1060. En la confusió de la mort Alí es va apoderar de Zabid. Els dos fills de Nadjah van fugir a les Illes Dahlak; el fill gran, Muarik, es va suïcidar, però els altres dos, Said al-Ahwal i Abu l-Tami Jayyaix, van decidir recuperar el poder i el primer va tornar clandestinament a Zabid i va preparar el terreny; després va arribar el seu germà; llavors, els dos homes van sortir públicament i van assassinar Alí el-Sulayhi quan aquest anava de camí a la Meca (1081). Said fou proclamat emir amb el suport de les tropes abissínies locals que conservaven la fidelitat al seu pare. La vídua d'Alí, Asma, fou retinguda presonera a Zabid i va demanar al seu fill al-Mukarran d'anar a rescatar-la (1083). Ocupada per segon cop Zabid, els dos germans van fugir altra vegada a Dahlak. En circumstàncies no especificades Said va recuperar el poder el 1086, però el 1088 fou assassinat per orde de la reina al-Sayyida, esposa d'al-Mukarram. Djayyaix va fugir a l'Índia amb el seu visir Khalaf ibn Tahir; hi tornà al cap d'un temps disfressat d'indi i preparant un complot que va prendre el poder el 1089.
Va governar fins a la seva mort vers el 1106. Llavors la confusió a Zabid fou general; la família feia front a conflictes interns i Khalaf va haver de fugir. De les lluites entre tres germans va emergir vencedor Fatik I, la mare del qual era una esclava, però va morir jove el 1109 i el va succeir el seu fill menor d'edat al-Mansur, però els seus oncles Ibrahim i Abd al-Wahid el van eliminar ràpidament i es va haver de refugiar al territori sulàyhida amb la reina al-Sadiyya. Els dos germans es van barallar i va governar cadascú una part de l'emirat; el 1111 un esclau d'al-Sadiyya, al-Muzaffar ibn Abi l-Barakat, va ocupar Zabid i va restablir al-Mansur, com a vassall sulàyhida.
Com que era menor els visirs van agafar el poder i el principal visir, Anis, va prendre el títol reial conjuntament amb el seu pupil, però el 1123 al-Mansur, que s'havia fet gran, el va matar de pròpia mà i va començar a regnar efectivament. Però el seu visir Mann Al·là el va enverinar ben poc després (1124) i va posar al tron el seu fill infant Fatik II, tingut amb una esclava de nom Alam. Aquesta dona, amb gran habilitat, va aconseguir mantenir els drets de la dinastia contra el poder del visir. Mann Allah fou assassinat per instigació d'Alam el 1130; el va succeir l'esclau Ruzayk, i al cap d'un temps el també esclau al-Muflih, al qual Alam va oposar els seus favorits Surur i Ikbal. Les baralles contínues entre aquests homes va afavorir el sorgiment de nous poders locals independents.
El 1135 Suru va agafar el poder efectiu però no el títol. El 1137 Ikbal va fer matar Fatik II i va posar al tron el seu cosí Fatik III, però Surur va conservar el poder; el 1150 va morir Alam i Surur fou finalment assassinat el 1156 per un emissari dels màhdides. Fatik III va cridar en ajut a l'imam zaidita al-Mutawakkil Ahmad ibn Sulayman, però aquest va posar com a condició ser reconegut com a senyor de Zabid. Fatik es va retirar i l'imam fou reconegut com a senyor de Zabid el 1158, però el 1159 els màhdides van ocupar Zabid.

#### Llista d'emirs
- Nafís 1020
- Najah 1020-1060
- Alí as-Sulayhí 1060-1081 (sulàyhida)
- Saïd al-Àhwal 1081-1083
- Al-Muqàrram as-Sulayhí 1083-1086 (sulàyhida)
- Saïd al-Àhwal 1086-1088 (2a vegada)
- As-Sàyyida 1088-1089 (sulàyhida)
- Abu-t-Tami Jayyaix 1089-1106
- Fàtik I 1106-1109
- Ibrahim 1109-1111
- Abd-al-Wàhid 1109-1111
- Al-Mansur 1111-1120
- Anís 1120-1123 (visir, usurpador)
- Al-Mansur 1123-1124 (2a vegada)
- Fàtik II 1124-1137
- Fàtik III 1137-1158
- Al-Mutawàkkil Àhmad ibn Sulayman 1158-1159 (imam zaidita)
- als màhdides 1159

#### Genealogia
- Najah
  - Muarik
  - Said
  - Jayyaix
    - Ibrahim
    - Abd-al-Wàhid
    - Fàtik I
      - Al-Mansur
        - Fàtik II

      - Muhàmmad
        - Fàtik III

## Màhdides
Els màhdides foren una dinastia que va governar a Zabid (Iemen) des de la primera meitat del segle xii fins al 1174. Pretenia descendir dels Tubba himyarites preislàmics.

### Doctrina
La doctrina màhdida seguia el màdhhab hanafita, però considerava el pecat com una infidelitat i, per tant, subjecte a pena de mort, cosa que l'acostava als kharigites. Tots els que rebutjaven els seus ensenyaments eren subjectes a la pena capital. També ho eren els qui bevien vi, cantaven o tenien relacions sexuals il·lícites. Els béns eren propietat comuna i hi havia d'haver un dipòsit de cavalls, equipaments militars i altres béns comuns per a la guerra. No obstant això, l'emir Abd-an-Nabí ibn Alí era privadament un borratxo i homosexual (almenys efeminat) i no tenia altra finalitat que el saqueig per conquerir el món. Els aiúbides el van acusar de kharigisme com a causa de la conquesta del territori màhdida.

### Emirs[23]
- Alí ibn Mahdí, revoltat 1143-1159, conquesta Zabid el 1159
- Mahdí ibn Alí, 1159-1163 (fill)
- Abd-an-Nabí ibn Alí, 1163-1164 (germà)
- Abd-Al·lah ibn Alí, 1164 (germà)
- Abd-an-Nabí ibn Alí, 1164-1174 (segona vegada)
- Conquesta egípcia 14 de maig de 1174

## Zuràyides
Els zuràyides foren una dinastia sudaràbiga dels Yam que va governar vers 1080-1173 reconeixent el califat fatimita, i tenia per capital Aden.
Vers el 1083 els Banu Man d'Aden, que governaven Aden, Abyan i Hadramaut, van refusar obertament el pagament del tribut al sulàyhida al-Muqàrram ibn Alí i llavors els seus dominis foren ocupats per aquest, que els va cedir a dos germans, Abbas i Masud, fills d'un tal al-Karam (o al-Mukarran o al-Mukrin) ibn Yam ibn al-Dhib al-Hamdani, un cap tribal que l'havia ajudat en la conquesta de Zabid. Abbas va rebre les terres interiors i la fortalesa de Takar (també Takir o Taker, que controlava l'accés a l'istme) mentre Masud va rebre la zona costanera amb la fortalesa de Khadra (des de la qual es podia supervisar el trànsit marítim), pagant conjuntament el tribut a Sayyida Hurra (esposa d'al-Muqàrram ibn Alí); mort Abbas, el va succeir el seu fill Zuray (o Zurayh) ibn Abbas, i Masud va conservar el seu territori. Zuray va obtenir Dumluwa o Dunluwa el 1087.
El 1091 va morir al-Muqàrram i la seva esposa Sayyida Hurra va quedar al front del govern, i de fet fou el final de la dinastia sulàyhida en sentit estricte; Sayyida va encarregar la direcció dels afers a Mufàddal ibn Abi Barakat ibn al-Wàlid al-Hymiar, fill d'un comandant fidel d'al-Muqàrram. A partir del 1001 sembla que els zuràyides van deixar de pagar tribut i van haver de ser obligats per expedicions militars. El 1110 Mufàddal va decidir donar suport a un pretendent a l'imamat a Zabid: el germà de l'imam, fort del suport sulàyhida, va agafar el poder. Però una vegada al tron es va enfrontar a Mufàddal i aquest el va voler expulsar. En aquest moment van morir a les lluites Zuray ibn Abbas i Masud ibn al-Muqàrram en lluita contra Mufàddal, i els dominis zuràyides es van repartir entre dos fills de Zuray.
El zuràyides van deixar de pagar el tribut i es va enviar una expedició de càstig que els va derrotar parcialment, però finalment es va arribar a un acord pel qual el tribut es rebaixava a la meitat. Tot i així tampoc aquesta meitat fou pagada, i es va tornar a negociar un altre acord que el va tornar a rebaixar a la meitat (o sigui 1/4 part del tribut inicial), que de moment van pagar però que al cap del temps van deixar de satisfer. En dates incertes van morir els dos emirs fills de Zuray i a cadascú el va succeir el seu propi fill. Un dels nous senyors, Saba ibn Abi Masud ibn Zuray, fou sobirà de la meitat d'Aden i de Dumluwa, Samig, Matran, Djumeyn, Dhubban, Maafir i part de Djened; no va tardar a entrar en guerra contra el seu cosí, a qui no va aconseguir derrotar. Va morir el 1137 o 1038, deixant tres fills dels quals el va succeir Alí Ayaz ibn Saba ibn Abi l-Suud ibn Zuray, que va morir al cap de dos anys; llavors, el va succeir el seu germà Muhàmmad ibn Saba, que finalment va derrotar el seu oncle el 1139, reunificà els dos dominis amb capital a Aden. Fou reconegut com a daï ismaïlita del Iemen pel califa fatimita i va estendre el seu poder a gran part de l'Aràbia del Sud. El 1152 va comprar diverses fortaleses per reforçar el poder de la dinastia.
Muhàmmad va morir el 1153 a Dumluwa i fou enterrat a la Meca. Va deixar tres fills infants, el més gran dels quals, Imran ibn Muhàmmad, que va regnar sota la regència de l'eunuc Ibn Durr Djawhar al-Muazzam, el qual va cedir el govern d'Aden a un altre esclau de nom Yazir ibn Bilal al-Djarir. El 1166 va morir Imran i el poder efectiu va passar totalment als ministres esclaus negres. Aden fou ocupada per l'aiúbida Al-Muàddham Turan-Xah el 1173 i Yazir ibn Bilal al-Djarir, el governador zuràyida va poder fugir de la ciutat cap a Dumluwa. Després d'estar un temps a Dumluwa, es va amagar a al-Udayna, però fou traït i lliurat al sultà. Yazir ibn Bilal fou esquarterat juntament amb un esclau seu de nom Miftah, el 1175.

## Hamdanites
Uns mesos després de la mort del sulayhida al-Muqàrram ibn Alí (1091) es van revoltar les tribus dels Banu Hamdan i el seu cap Sultan Hatim ibn Ghuixaim al-Mughallisi, es va apoderar de Sanà. Sultan Hatim tenia tres fills, dels quals el gran, Muhàmmad ibn Sultan, era valent i actiu, però un assassí que va matar les seves tres primeres dones; llavors, el seu pare el va casar amb una princesa de la tribu Banu Subayh, i va jurar que mataria el seu fill si també matava a aquesta noia; probablement va morir abans que el seu pare i quan aquest va morir el 1108 el va succeir el segon fill Abd Al·là, que va governar només dos anys (1108-1110); llavors, va pujar al poder el tercer fill Man ibn Sultan Hatim (o Maan). No gaire després, part de la tribu dels Banu Hamdan es va revoltar contra aquest i la lluita entre els clans va durar fins al 1138, quan Sultan Hamid al-Dawla Hatim ibn Àhmad, de la tribu dels Yam, afiliada als Banu Hamdan, va prendre el poder. El 1150 es va enfrontar a l'imam al-Mutawàkkil de Najran.a

## Hamdanites i imams de Najran
Aprofitant la guerra que devastava la regió de Sanà, Àhmad ibn Sulayman, amb el suport de les tribus fidels als xerifians, es va erigir en imam a Najran, Djawf i Zahir, amb el títol d'Al-Mutawàkil (vers 1138). Va rebre el suport de les tribus de Hadur, Medhihdj i Khawlan i el 1150 va atacar l'hamdanita Sultan Hamid.
La batalla entre hamdanites i l'imam de Nadjran es va lliurar a Seresa i Sultan Hatim fou derrotat i fugí cap a Sanà. A la ciutat els caps locals van decidir reconèixer l'imam davant el qual es va presentar Sultan Hatim i fou generosament perdonat, cosa que li va permetre establir-se a Maudher fins que els membres de les tribus Banu Hamdan es van dispersar; llavors es va traslladar a Zafar, on va romandre fins que també les tribus xerifianes de l'imam es van dispersar i llavors va cridar els Banu Hamdan, va reorganitzar les forces i va atacar Sanà. Al-Mutawàkkil va sortir de la ciutat i va establir el seu campament a Biraix, que va fortificar, i mentrestant va demanar ajut a les tribus xerifianes, però abans de rebre el seu suport fou derrotat per Sultan Hamid, que va entrar llavors a Sanà mentre l'imam es retirava al país de Djenb. En aquell moment, gran part del Iemen estava dividit en feus tribals sense haver-hi un únic cap suprem. Sultan Hatim llavors va avançar sense soldats ni material cap a Dhimar, on estaven reunides les tribus del Djenb que donaven suport a l'imam i es preparaven per atacar Sanà, i aquestes tribus, en veure'l actuar tan temeràriament, se li van sotmetre voluntàriament. Així, va tornar a Sanà com a triomfador.
Va morir el 1161 i el va succeir el seu fill Alí ibn Sultan Hatim, que va conquerir Dhemermer, Kawkaban, i Ans, a més de dominar ja d'abans Sanà, Biraix, Zafar (o Zafer) i Kiddah; més tard va ocupar també Bukur, l'alt i baix Zahir, Djawf, Sada i els territoris occidentals (Maghribia); els Banu Shihab, que encara conservaven algun poder local a la regió de Zabid, se li van sotmetre temporalment, però en diversos moments també apareix en guerra. El domini hamdanita va arribar fins a Hadur i el districte d'Haraz.
El 1165 un parent d'Alí ibn Sultan Hatim, de nom Sultan Hatim ibn Ibrahim al-Hamdaní, es va revoltar i va rebre el suport de la major part dels Banu Hamdan. Establert a Haraz, va passar d'allí a Raydan (o Reyan?), però fou rebutjat i es va retirar cap a Kawkaban, regió on havien agafat el poder els Banu Zewwadji. Alí va perseguir els rebels, va devastar Shibam i va assetjar Kawkaban durant tres anys fins que la va conquerir el 1168. El 1169 va ocupar Beyt Izz, que estava en mans d'un clan hamdanita des de vers el 1091.
El mateix 1169, a finals de l'any, l'imam al-Mutawàkkil que es mantenia encara a la regió de Zahir, va entrar en guerra contra el xerif kasimita del Zahir, abans el seu aliat. L'imam fou fet presoner i portat al castell d'Anafith. Els fills de l'imam van demanar la intercessió d'Alí ibn Sultan Hatim, el qual va aconseguir l'alliberament de l'empresonat. Al-Mutawakkil es va establir llavors a Hawth i va demanar ajut a Alí contra els kasimites de Zahir, mercès al qual va poder triomfar sobre aquests i va retornar a Xibam (1170). Al-Mutawàkkil va morir al cap de poc (1170) i els kasimites de Zahir es van sotmetre a Alí el 1172. Just en aquest moment destacaments oghuz i kurds van arribar al país, es van establir a la zona de Dhemar, i van afavorir la presa del poder per l'aiúbida Sultan Al-Muazzam Xams al-Din Turan Xah (o simplement Al-Muazzam Turanxah, germà de Saladí) el 1173. Per a la continuació, vegeu l'apartat “aiúbides del Iemen'’ més avall en aquest mateix article.

## Sayyida Hurra i el Banu Barakat
Sayyida Hurra va encarregar (1091) la direcció dels afers a Mufàddal ibn Abi-l-Barakat ibn al-Walid al-Himyar, fill d'un comandant fidel d'al-Muqàrram i destacat en la Batalla de Takar, mentre un oncle, Abu-l-Futuh ibn al-Walid, rebia el govern de Taizz. Mufàddal va governar amb capital a Takar, amb el seu germà com a lloctinent. Aquest germà va morir a mans d'un sicari fatimita i Mufàddal, llavors, va iniciar una persecució dels fatimites.
Mufàddal destaca per la construcció d'un canal d'Hanwa a Djened, i per la reparació de la mesquita de Djened. També va obligar els senyors d'Aden a pagar tribut a Sayyida Hurra, però no va poder evitar que els imams tornessin a Zabid. En aquest temps Takar fou la capital sulàyhida. Hurra vivia a l'hivern a Djubla i a l'estiu a Takar.
El 1110 Mufàddal va decidir donar suport a un pretendent a l'imamat a Zabid: el germà de l'imam va rebre el suport sulàyhida i va agafar el poder. Però una vegada al tron es va enfrontar a Mufàddal i aquest el va voler expulsar. En aquest moment van morir en les lluites Zuray ibn Abbas i Masud ibn Mukrim, contra Mufàddal, i els dominis zuràyides es van repartir entre dos fills de Zuray.
Mufàddal ja estava en camí cap a Zabid quan els alides es van revoltar a Takar i Sayyida Hurra va quedar bloquejada al palau. Mufàddal es va dirigir cap a la ciutat, a la qual va posar setge, però Sayyida Hurra va arribar a un acord innoble amb el cap ismaïlita, que va causar tant d'enuig a Mufàddal que va morir del disgust. El cap ismaïlita llavors va permetre a Sayyida retornar al poder, mentre un cosí ocupava el lloc de Mufàddal i es va mantenir un repartiment precari.
Els zuràyides van deixar de pagar el tribut i es va enviar una expedició de càstig que els va derrotar parcialment, però finalment es va arribar a un acord pel qual el tribut es rebaixava a la meitat. Tot i així, tampoc aquesta meitat fou pagada, i es va tornar a negociar un altre acord que el va tornar a rebaixar a la meitat (o sigui, 1/4 part del tribut inicial) que de moment van pagar, però que al cap del temps van deixar de satisfer.
El 1116 Alí ibn Nadjib al-Dawla va venir des de l'Egipte fatimita, com a enviat del califa, reclamant obediència al seu senyor. Sayyida Hurra el va rebre amistosament al seu palau i va enviar al califa valuosos regals. Va aprofitar aquesta circumstància per a enviar els regals amb la seva guàrdia personal, que darrerament s'havia envalentit i no la respectaven prou, i així es va desfer dels elements més desfavorables. Alí ibn Nadjib al-Dawla es va establir a Takar i Sayyida va marxar a Djened. El 1120 va morir assassinat a Taizz el cosí de Mufàddal i els següents governadors van obeir Sayyida Hurra.
Una de les primeres preocupacions d'Alí fou restaurar el control sobre Zabid, ciutat que va atacar el 1124; el seu cavall fou ferit en la lluita davant la porta de Kurtub i es va retirar. El 1125, establert a Djened, va començar a tractar malament Sayyida Hurra, i finalment aquesta, enutjada, va reunir una força que va assetjar la ciutat. Alí va reaccionar declarant incapacitada Sayyida i apartant-la del govern; però la princesa era més llesta; va enviar diners a les seves tropes, i va fer córrer el rumor que aquests diners els enviava com a suborn Alí; immediatament les tropes fidels a Alí, adequadament esperonades per agents de Sayyida, van començar a reclamar participar en el repartiment de diners; al final els fidels d'Alí, en no rebre res, es van desbandar i l'enviat fatimita va haver de restaurar Sayyida Hurra i demanar perdó (1125).
Aquestes notícies no van agradar a la cort fatimita, que el 1126 va enviar un nou delegat que es va establir a Djubla; Alí no el va reconèixer i els dos homes es van enfrontar. Alí fou calumniat greument davant del califa i fou acusat de fabricar moneda falsa amb el nom de Nizar, el fill del califa al-Mustànsir, que no havia pogut arribar al poder i a l'entorn del qual havia sorgit després del 1094 una facció fatimita. El califa Al-Àmir (1101–1130) va ordenar a Alí retornar al Caire, i s'hi va negar. Sayyida Hurra li feia costat, però els seus consellers li van fer canviar d'idea i finalment va enviar el delegat a Egipte juntament amb regals per al califa; Alí va ser ofegat en el vaixell que el portava d'Aden a Suakin, per ordre de Sayyida (1128). Llavors la princesa va nomenar un nou delegat fatimita, càrrec que va recaure en Zuray ibn Abbas al-Yamani, la família del qual va mantenir un bon temps el càrrec. El 8 d'octubre de 1130 fou assassinat pels nizarites el califa fatimita. El 1137 va morir Sayyida Hurra amb 88 anys i fou enterrada a Djubla.
El poder va passar llavors al fill de Mufàddal, de nom Mansur ibn Mufàddal ibn Abi Barakat ibn al-Walid al-Hymiar, un home ja gran i que només volia viure tranquil, el qual al cap de poc de temps (1152) va vendre 28 castells i ciutats dels seus dominis al zuràyida Muhàmmad ibn Sabah ibn Abi Masud; entre aquests castells hi havia Djubla, Takar, Ibb i Habb. Mansur es va retirar a Taizz i a Sabir i va tenir com a residència habitual Thubat. Va morir el 1147 i el va succeir el seu fill Ahmed, que es va establir a Djened i va morir el 1167 sent el darrer de la família. El poder va esdevenir local fins a l'entrada de l'aiúbida Turan Shah el 1173. Muhàmmad ibn Saba es va establir a Takar i va morir a Dumluwa el 1153, fou enterrat a la Meca.

## Zuràyides (o zuràyhides) o Banu Dhib
Mentrestant a Aden governaven dos fills de Zuray que van morir en aquests anys i a cadascú el va succeir el seu propi fill. Un dels nous senyors, Saba ibn Abi-Massud ibn Zuray, fou sobirà de la meitat d'Aden i de Dumluwa, Samig, Matran, Djumeyn, Dhubban, Maafir i part de Djened; no va tardar a entrar en guerra contra el seu cosí, a qui no va aconseguir derrotar. Va morir el 1137 i va deixar tres fills, dels quals el va succeir Alí Ayaz, que va morir al cap de dos anys; llavors el va succeir el seu germà Muhàmmad ibn Saba, que finalment va derrotar el seu oncle el 1139, reunificà els dos dominis amb capital a Aden. Muhàmmad va morir el 1153 a Dumluwa i fou enterrat a la Meca. Va deixar tres fills infants sota la regència de l'eunuc Ibn Durr Jàwhar al-Muàddham, que va cedir el govern d'Aden a Yazir ibn Bilal al-Jarir fins que la va ocupar l'aiúbida Turan Shah el 1173, i llavors es va retirar a Dumluwa.

## Yaburites
Els yaburites o yabúrides foren una efímera dinastia de base tribal del Iemen que va governar durant l'agitat període del segle xii anterior a la conquesta aiúbida, dominant la regió muntanyosa d'Haraz (vers 1150). La seva figura principal fou Saba al-Yaburí, que va morir en combat contra els aiúbides el 1175, i des d'aleshores van dominar la regió. La dinastia fou convertida a l'ismaïlisme tayyibita per Hàtim ibn Ibrahim al-Hamidí vers 1165.

## Aiúbides del Iemen
Els aiúbides del Iemen foren una branca d'emirs aiúbides que van governar el Iemen entre el 1173 i el 1229. Hi va haver sis emirs aiúbides i un de fora de la dinastia (a més d'un intent d'usurpació).

### Badr al-Din
Badr al-Din aspirava al poder absolut, i es va dirigir a Taizz, però en passar per Sahul fou assaltat per grups de muntanyesos i el seu equipatge saquejat; va poder arribar a Ibb on fou atacat per esclaus aiúbides instigats per la mare de Nàssir, que es trobava a Habb; els esclaus van matar Badr al-Din a Ibb i el seu cap fou portat a la princesa a Habb.

### Al-Mudhàffar Sulayman 1214-1215
L'hamdanita Sultan Hatim ibn Ahmed va aprofitar la situació i es va apoderar de les fortaleses de Beyt Nam, Kidda, Zafar, Fass i Masnaa, mentre l'imam Abd Al·là entrava a Sanà, que els kurds van evacuar, retirant-se a Biraix. El xeic Sulayman ibn Musa, que dominava Dhimar, es va apoderar de Lahedj; mentre la mare de Nàssir, que havia anat d'Habb cap a Taizz, alarmada per aquests atacs de les tribus àrabs, va convidar a assolir el poder com a emir un aiúbida, Malik al-Mudhàffar Sulayman ibn Taki al-Din Umar ibn Xahanxah ibn Ayyub al-Sufi (o simplement Al-Mudhàffar Sulayman), que estava fent el pelegrinatge a la Meca, i que va acceptar. Es va presentar a Taizz i fou reconegut per les guarnicions kurdes del país. Però no fou un bon emir i es va dedicar principalment als plaers, i mentrestant l'iman Abd Al·là es va apoderar de Dhimar i Kawkaban.

### Al-Massud Yússuf 1215-1229
El 1215, informat el soldà d'Egipte al-Adil I, va enviar al Iemen el seu net Malik Masud Salah al-Din ibn Kamil ibn Adil ibn Ayyub (o simplement Al-Massud Yússuf) amb un exèrcit i diners. L'emir era encara un adolescent i Adil el va fer acompanyar per un ministre, conseller i general, amb el càrrec d'atageb, l'eunuc Djamal al-Din Felay. Va arribar a Zabid i va governar el país fins al 1229, en què va prendre el poder la dinastia rassúlida (o rasúlida).

## Rassúlides
El rassúlides van assolir el poder el 1229. Fins al 1400 hi va haver set sobirans; en aquest any va pujar al tron Màlik Nàssir Àhmed ibn Ismaïl, que va regnar fins al 1424; en el seu regnat fou visitat (1415) per Tahir ibn Muawwada, governador aiúbida de l'Hojaz, fill del Xaykh Muawwad ibn Tadj al-Din, i ancestre de la dinastia següent, els Banu Tahir o tahírides del Iemen. El 1417 Tahir fou atacat en el seu govern per les forces de l'imam, i va demanar ajut al sobirà rassúlida, que va enviar forces que van rebutjar les de l'imam. Hassan ibn Ismail, germà del Màlik rassúlida, es va revoltar el 1419, però fou derrotat i empresonat i poc després perdonat i alliberat; llavors es va tornar a revoltar i altre cop fou derrotat i empresonat i aquesta vegada fou cegat. Màlik Nàssir Àhmed ibn Ismaïl va establir la seva capital a Faza, prop de Zabid (1420) i va morir el 1424, el va succeir el seu fill Màlik Mansur Abd Al·là ibn Àhmad (1424-1427), que fou seguit després pel seu germà més jove, Màlik Àixraf Ismail ibn Ahmed, que va regnar per poc més d'un any (1427-1428). Va seguir llavors Màlik Zahir ibn Yahya ibn Ismaïl (1428-1438), durant el regnat del qual hi va haver una epidèmia de fam i es van produir erupcions volcàniques a les illes de la costa entre Kamaran i Dahlak, que es van poder veure des de Surud i es van sentir fins a al-Luhayya. Li succeí el seu fill Màlik Ismaïl (1438-1441), que va morir jove i fou el darrer verdader sobirà.
En total tretze emirs van governar fins al 1441. La dinastia va seguir després sense poder efectiu amb quatre sobirans més; el primer, Màlik Mudhàffar Yunus ibn Mansur, fou deposat per la guàrdia mameluca revoltada (1442), que va portar al tron Asad al-Din Muhàmmad ibn Ismail ibn Afdal amb el títol de Màlik Mufàddal, enderrocat al cap de poc de temps altre cop pels mamelucs (1442), que van proclamar Ahmed Nàssir, besnet de Sultan Màlik Mudjahid Alí ibn Dawud. Aquest fou igualment enderrocat i els mamelucs van posar al tron Màlik Masud, de només 13 anys. En aquest moment ja els tahírides (o Banu Tahir) havien pres el control de Lahej i dos anys després van entrar a Taizz, recuperada per Màlik Masud el 1450. Finalment, els Banu Tahir van ocupar Aden el 1453 i Màlik Masud i els seus partidaris es van retirar cap a la Meca el 1453, deixant pas a l'emergent dinastia tahírida del Iemen.

## Tahírides del Iemen
El 1453 els tahírides ja feia més de 10 anys que dominaven Lahej i s'havien estès després cap a altres zones i a tot el Iemen el 1453. El 1445 van ocupar Taizz, però la van perdre el 1450. El 1453 Alí i Amir ibn Tahir, fill de Tahir ibn Muawwada, de la tribu dels quraixites, es van apoderar d'Aden i van provocar la fugida del darrer rassúlida. Els dos germans van assolir el títol de màlik (rei), el primer màlik Alí Mudjahid Xamns al-Din i el segon màlik Amir Zafir Salah al-Din. El 1454 el poble de Zabid va convidar Alí a agafar el poder i aquest va reunir un exèrcit a la seva terra, Djubén, i es va dirigir a Taizz i a Zabid, llocs on va entrar sense oposició. L'entrada a Zabid fou el 1156, al mateix temps que el seu germà entrava a Sanà, on va deixar un governador i s'establí després a Taizz. En sortir l'imam va recuperar Sanà, però va governar de manera tirànica i al cap de poc la població va cridar altre cop a Amir; aquest va marxar a la ciutat, però fou enfrontat pel governador de l'imam a la ciutat Muhàmmad ibn Nàssir, i derrotat i mort a la vora de Sanà (1464). El 1467 diversos volcans van entrar en erupció a les illes de la costa entre Karaman i Dahlak i focs devastadors van afectar Zabid. El 1472 Alí va abdicar en el seu nebot Abdul Wahid ibn Dawud ibn Tahir, que va agafar el títol de màlik Mansur Tadj al-Din.
El 1477 el xerif de la Meca va ocupar el port de Djazan. Alí va morir el 1478 a la seva ciutat natal de Djubén. Abdul Wahid va morir a Djubén el 1488 i el va succeir el seu fill Màlik Zafir Salah al Din Amir ibn Abb al-Wahid ibn Dawud ibn Tahir, que el 1489 va ocupar Dhemar o Zemar. Zafir Salah aldina Amir II el va succeir el 1489 i va governar mal que bé fins al 1516.

## Portuguesos i turcs
El 1513 Albuquerque fou rebutjat en el seu atac a Aden el diumenge de Pasqua, després de quatre dies de lluita, però es va dirigir a la mar Roja, va atacar Mukha (on fou rebutjat tanmateix) i va passar l'hivern a l'illa Kamaran per tornar a l'Índia el 1514. El 1516 el seu successor Lope Soares es va dirigir a la mar Roja, on els egipcis del sultà Qànsawh al-Ghawrí havien preparat una flota a les ordes de Selman Reis, un turc de Mitilene, el qual va atacar Aden sense èxit, però va ocupar diversos ports de la costa iemenita de la mar Roja. El xerif de la Meca Barakat ibn Muhàmmad ibn Barakat visitava en aquell any Egipte i el sultà mameluc el va nomenar el seu governador a Sanà. Llavors el governador d'Aden es va voler sotmetre als portuguesos, però Lope Soares no va fer gairebé res i després de perdre part de la seva flota en una tempesta es va retirar a l'Índia i el governador d'Aden, que havia pogut reparar les fortificacions, no va seguir endavant en el seu propòsit de submissió als portuguesos.
Després del 1517 els otomans van dominar Egipte i van decidir ocupar el Iemen. El 1538 una flota otomana sota el comandament de l'almirall Rais Sulaiman va ocupar Aden i va arribar fins a Cambay a l'Índia, on fou rebutjat. Llavors va tornar al Iemen i va obtenir la submissió del país, i tropes turques van desembarcar i van ocupar les zones muntanyoses incloent Sanà. El xerif de la Meca es va declarar vassall del sultà i fou confirmat en el càrrec.
La ciutat d'Aden es va revoltar el 1551 i els rebels van lliurar la ciutat a Portugal, però els portuguesos la van perdre als pocs mesos davant Peri Paixà, kapudan paixà otomà. El 1599 els otomans dominaven pràcticament tota la província sota el governador Hàssan Paixà.

## Imams zaidites
Però el 1630 el govern otomà va decidir evacuar aquesta llunyana i turbulenta província, molt costosa de mantenir, i va quedar en mans dels Banu Barakat de la Meca. Kasim el Gran va assolir el títol de sàyyid però el seu fill quan va pujar al poder va agafar el títol d'imam al-Mutawàkkil Ismaïl ibn Kasim, i va governar 33 anys amb seu a Dúran. El 1675 el va succeir el seu cosí. Quan els francesos van arribar a Mukha el gener del 1709 el governador local va signar un tractat en nom de l'imam Mahdi Muhàmmad ibn Àhmad, que era vell i residia a Mawahib. En aquest temps hi va haver diversos imams rivals i la lluita civil va predominar. Mukha fou incendiada pels francesos el 1738. Aquestes lluites van facilitar el sorgiment de nous poders com Abu Arix (prop de Djayzan), on el xerif local de la dinastia del khayràtides (descendents de la família de Katada a la Meca) era virtualment independent quan hi va arribar Niebhur el 1763 (era xerif Muhàmmad ibn Àhmad, que l'any anterior havia succeït el seu difunt pare Àhmad ibn Muhàmmad ibn Khayrat; Muhàmmad va governar del 1762 al 1801 i del 1803 fins al 1809), al mateix moment que a Sanà dominava l'imam Mahdi Abbas ibn Mansur, que va morir el 4 de setembre de 1775 i el va succeir el seu fill Mansur Alí ibn al-Abbàs.
El 1804 els wahhabites es van estendre per l'Hedjaz i el cap de les tribus Rufayda de l'Asir, Abu Nukta "pare del lloc" (Muhàmmad ibn Amir Abu Nukta al-Rufayda), tot i haver perdut un ull, va prendre el poder en tota la regió (1801-1803); els emirs o xeics dels Rufayda van tenir després el poder a l'Asir a l'entorn d'Abha fins al 1818 (quan va caure la capital wahhabita al-Diriyya en mans dels egipcis). El 1809 va pujar al poder Abu Arish Hamud ibn Muhàmmad Abu Mismar (1809-1818), que es va haver de declarar vassall dels al-Saud wahhabites, però mai no fou un convers sincer. Va instigar Sayyid Ahmed II ibn Alí, el fill gran del ja difunt imam de Sanà, Mansur Alí (mort el 24 d'octubre de 1809) a agafar directament el govern amb el títol d'imam al-Mutawàkkil. El 1813 els egipcis van rebre l'encàrrec d'expulsar els wahhabites. El 9 de setembre de 1816 va morir l'imam Àhmad II i el va succeir el seu fill Abd Al·là ibn Àhmad. El poder dels wahhabites no obstant això va persistir, fins que el 1818 la capital wahhabita al-Diriyya va ser ocupada pels egipcis. El 1818/1819 els egipcis van dominar tot l'Hedjaz amb Qunfudha (o Qunfudah o Qunfudhah), Abu Arix, Luhayya i al-Hudayda, que foren retornats a la sobirania de l'imam de Sanà a canvi d'un tribut; a Asir els poders locals es van mantenir (vegeu regió d'Asir). Un tractat amb Gran Bretanya es va signar el 1821.

## Domini egipci
El 1832 Egipte es va enfrontar a la Porta. Un general otomà de nom Türkce Milmez ('El que no sap turc'), naib d'Arkiko, enviat al Iemen amb soldats albanesos, es va apoderar del Iemen i la costa de la moderna Eritrea; Egipte va enviar el general Àhmad Paixà a apoderar-se de la província i amb el suport de l'imam ho va aconseguir i fins i tot va ocupar Massawa. L'ocupació militar egípcia directa fou breu, però el control de Hijaz, la regió d'Asir i el Iemen va durar fins a 1840. El 27 de novembre de 1835 va morir l'imam Abd-Al·lah i el va succeir el seu fill Mansur Alí II ibn Abd-Al·lah. Enfrontat a un oncle, aquest va vendre Taizz, seu del seu govern, als egipcis; aquest i un altre conflicte domèstic van provocar l'enderrocament d'Alí II (que fou empresonat) i el va succeir Nàssir Abd-Al·lah II ibn al-Hàssan. El paixà d'Egipte va oferir la compra de Sanà a l'imam, però aquest va rebutjar l'oferiment. El 1839 els britànics es van apoderar d'Aden.

## Khayràtides, Banu Mughayd o ayídides, idríssides del Iemen i zaidites
Nàssir Abd-Al·lah II fou assassinat el febrer de 1840 pels seus servidors i el va succeir el seu oncle Muhàmmad IV ibn Hamad al-Hadi. Alí II fou alliberat. Pel mateix temps, Egipte, sota pressió de les potències, va retirar les seves forces de Síria, Palestina i del Iemen. Egipte va oferir el Iemen al xerif de la Meca, però el xerif khayràtida d'Abu Arix al-Husayn ibn Alí ibn Haydar (1840-1848) s'hi va oposar i en va prendre possessió, va oferir pagar un tribut a Egipte. Fou confirmat per la Porta (el govern otomà), que li va concedir el títol de paixà, i de fet esdevingué plenament independent a Abu Arix i el Iemen. Els britànics van enviar una fragata d'Aden a Mukha per protegir els seus súbdits i el xerif va reaccionar i va insultar el capità, va arrencar els símbols del consolat britànic i va escriure una carta en què reclamava la restitució d'Aden. Finalment, els britànics van arribar a un acord directament amb la Porta i la sobirania turca al Iemen fou reconeguda i es va enviar un comissionat turc al Iemen. El xerif va haver de reconèixer la seva dependència de l'Imperi Otomà, va haver de demanar excuses i va haver de restituir els símbols consulars, i els turcs li van donar el títol d'Husayn Paixà, el van nomenar governador de la costa d'Asir i el Iemen (1843) i el van enviar a conquerir la Tihama al nord (l'emirat de l'Alt Asir, aliat dels wahhabites).
El 8 de gener de 1844 va morir l'imam Muhàmmad IV ibn Hamad al-Hadi i Alí II fou restablert com a imam. Va intentar recuperar les províncies perdudes i va avançar fins a Qataba, on va emetre ordres per a tots els xeics de la regió d'anar a retre-li homenatge, cosa que no tots van fer; el titulat sultà de Lahej (títol agafat pel xeic de la zona el 1832) no es va presentar. Va decidir ocupar Lahej i va enviar una comissió a Aden per preguntar si hi havia alguna objecció britànica, però mentrestant alguns conflictes interns el van obligar a tornar a Sanà i el xerif d'Abu Arix i governador otomà de Mukha va aprofitar-ho per a ocupar Taizz, Djubla i Ibb, però davant del perill d'una expedició otomana es va limitar a cobrar tot els impostos i taxes que va poder i va abandonar la zona cap a Abu Arix. Les revoltes havien estat freqüents i un dels rebels, Àhmad III ibn Haixim, va agafar el títol d'imam (dinastia mutawakkilita) el 1848. Va derrotar el xerif d'Abu Arix, a qui va fer presoner i se li van sotmetre Zabid, Mukha i altres llocs. Husayn Paixà d'Abu Arix fou alliberat contra un rescat de 20.000 dòlars i no va tardar a recuperar el control de la costa iemenita (1849) i l'imam va quedar reduït altre cop a Sanà.
Els otomans, llavors, van decidir fer valer la seva sobirania sobre tot el Iemen i van enviar una expedició a al-Hudayda (1849). Husayn va donar totes les seves possessions al Iemen i es va retirar a Abu Arix, que va conservar en feu. Va morir el 1851 en un viatge a Constantinoble (després d'ell s'esmenten Haydar, 1851-1856, i Hasan ibn Muhàmmad, 1856-1863). El 1849 el comandant otomà Tewfik Paixà va rebre a al-Hudayda l'imam de Sanà, que va jurar fidelitat al sultà otomà. Els dos van anar llavors a Sanà per proclamar la sobirania del sultà amb un reduït contingent de tropes otomanes, però a la ciutat els zaidites locals es van revoltar, van matar tots els turcs que van trobar i el mateix Tewfik Paixà va quedar ferit i va haver de fugir cap a al-Hudayda. Àhmad III fou deposat i proclamat altre cop (tercera vegada) Alí II. Un fill d'Àhmad II es va revoltar i es va apoderar de Sanà poc després, però va deixar lliure Alí II; va agafar el títol d'imam al-Hadi i s'establí a Rawda, una mica al nord de la ciutat de Sanà, la qual li va refusar obédiència i allí es va proclamar un nou imam, molt aviat enderrocat per GhAlíb ibn Muhàmmad, proclamat també imam el 1850. El mateix 1850 els otomans van intentar establir-se a Al-Xihr i altres llocs a l'est d'Aden, però no ho van aconseguir i diversos governadors (paixàs) foren nomenats a al-Hudayda i van passar ràpidament (Mustafa Sabri Paixà del maig del 1850 al març de 1851, Mehmed Sirri Paixà, del març de 1851 a l'octubre de 1851, Bonaparta Mustafa Paixà, de l'octubre de 1851 al maig de 1852, i Kürt Mehmed Paixà del maig del 1852 al maig del 1856). Els otomans van poder establir governadors a Sanà el 1852.
El 1856 el xerif de la Meca Abd al-Muttàlíb fou enviat presoner a Constantinoble i proclamat al seu lloc Muhàmmad ibn Awn, i es va imposar finalment a Hedjaz l'edicte otomà que establia la prohibició de comerciar amb esclaus, molt impopular a la zona. Els imams tornaven a governar després de 1858, però el poder efectiu principal estava en mans dels walís otomans d'al-Hudayda. El 1863 els ayídides de l'Alt Asir (Abha) van envair Abu Arix i van deposar la dinastia khayràtida (governava llavors Hàssan ibn Muhàmmad, 1856-1863) i van unificar l'Asir, encara que els idríssides del Iemen (Sabya) van conservar un cert poder local.

## Domini otomà
Després de l'obertura del canal de Suez el 1868, els otomans van enviar una expedició per controlar estretament Aràbia. El 1871 forces otomanes dirigides per Radif Paixà van desembarcar a Qunfudha. L'emir d'Haly va facilitar el transport per terra amb camells. La fortalesa de Sewgha, a més de 200 km al sud-est de Qunfudha, fou atacada i conquerida, i van seguir altres fortaleses. La regió d'Asir (Abha), on governava l'emir Muhàmmad ibn Ayid (1856/1857-1872), fou atacada pels otomans, que el consideraven un perill i que a més a més es consideraven sobirans legitims d'Abu Arix. Muhàmmad fou derrotat a Rayda (1871) i va morir més tard de les ferides en combat (1872) i diversos familiars foren fets presoners. Abha i Abu Arix van quedar sota ocupació otomana. L'expedició va durar només 70 dies. Es va organitzar llavors la mutasarrifiya d'Asir dins el waliyat del Iemen, dividida en nou districtes: Mahail, Abha, Rayda, Ridjal Alma, Tenuma, Sabya, Xakik, Haly i Qunfudha. Encara que Abha, Abu Arix i Sabya van romandre 46 anys sota domini turc, aquest domini sovint no anava gaire més enllà dels murs de la ciutat on hi havia la guarnició, ja que el camp seguia dominat per les tribus lleials als seus xeics.
Radif Paixà, malalt després de la campanya, va deixar el comandament l'agost de 1871 a Katircioghlu Ahmed Mukhtar Paixà i va retornar a Constantinoble, i aquest substitut fou confirmat com a governador general del Iemen (setembre). Els intents de revolta a l'Asir que es van produir durant l'hivern (1871-1872) foren reprimits.
La frontera amb els protectorats britànics del sud fou establerta per un tractat del 1904, però cap a l'interior els límits eren imprecisos. Els imams tenien la fidelitat de diverses tribus i mantingueren la resistència i un imamat de fet va subsistir en diverses zones. El 1905 la revolta de les tribus zaidites es va fer general i l'imam va haver de ser reconegut oficialment (el 1911). Durant aquests anys Gran Bretanya va signar acords de protectorat (o equivalents) amb diversos xeics i emirs del sud que nominalment pertanyien al Iemen.
L'emir idríssida de Sabya, Alí (I) ibn Muhàmmad ibn Àhmad al-Idrisi al-Hàssani, va agafar el títol de sultà el 1908; va morir el 1909 o 1910 i el va succeir el seu fill Sàyyid Muhàmmad (II) ibn Alí al-Idrisi, de 33 anys, que es va revoltar obertament i va agafar el títol d'imam i emir; el 1910 es va declarar independent dels otomans (i també d'Abu Arix i de l'Alt Asir o Abha, que jurídicament havien deixat d'existir) i va conquerir temporalment Abha; el governador otomà Sulayman Xafik Kamalí Paixà es va retirar i es van enviar socors des de la Meca (enviats pel xerif), però quan van arribar el juny de 1911 van trobar que Sulayman Xafik ja havia reprès la ciutat (que va restar turca fins a l'armistici de 1918).

## El Iemen abans de la I Guerra mundial
El Iemen estava sota sobirania otomana abans de la I Guerra mundial, però l'imam zaidita al-Mansur no ho havia acceptat i s'havia revoltat el 1891 i 1901. Al concili d'Huth de 1904, Muhàmmad Yahya Hamid al-Din fou escollit imam i esdevenia cap espiritual de les tribus zaidites; tot seguit va reactivar la rebel·lió contra els otomans.
El 29 de setembre de 1911 Itàlia va declarar la guerra a l'Imperi Otomà amb la intenció d'apoderar-se de Tripolitana i Cirenaica. Com que l'imperi no podia sostenir al mateix temps la guerra contra els italians i contra l'imam, el cap de les forces militars del Iemen, Izza Paixà, va considerar prudent negociar amb Yahya per evitar que aquest fes aliança amb Itàlia. L'imam, però, no tenia intenció de pactar amb els italians, que veia com a aliats del seu rival el mahdi idríssida de Sabya, Sàyyid Muhàmmad (II) ibn Alí al-Idrisi. El 2 d'octubre de 1911 dos vaixells italians es van presentar davant el port d'al-Hudayda i l'imam va declarar la gihad contra Itàlia. El 27 d'octubre va signar un tractat amb la Porta conegut com a tractat de Daan: Yahya era reconegut com a autoritat administrativa, jurídica i fiscal dels territoris de majoria zaidita amb capital a Sanà, a canvi del seu suport als otomans; immediatament va començar a rebre armament dels turcs. Aquest tractat fou mal rebut per les tribus que li donaven suport; l'imam Duhyani, que exercia com una mena de cap espiritual dels zaidites a la regió muntanyosa al nord d'Hadjdjur (al nord-oest de Sanà), era un aliat otomà i no va veure de bon ull les concessions que els otomans van fer a l'imam (cosa que posava en perill la seva pròpia autoritat sobre una part dels zaidites) i va canviar de camp i es va aliar amb el mahdi idríssida Sayyid Muhàmmad ibn Alí al-Idrisi, a qui fins aleshores havia combatut. Aquest, al seu torn, es considerava perjudicat per la Porta, que havia pactat només amb Yahya.
Muhàmmad ibn Alí al-Idrisi va iniciar un atac sobre les posicions otomanes al sud de Djazan, però els otomans, que ja no havien de combatre a Yahya, van aguantar l'atac. Quan l'emir va veure que no podia avançar i que potser no podria aguantar un atac otomà, no va dubtar a acceptar el suport italià. Els vaixells italians seguien bloquejant al-Hudayda, on estaven concentrades bona part de les tropes otomanes i un aliat que pogués atacar els turcs des de terra era força necessari; els italians van contactar amb el xeic dels zaranik (zaraniq), i a canvi del seu suport els ports sota el seu control van quedar lliures del bloqueig italià i se'ls va enviar armes i diners; els zaranik atacarien al-Hudayda, segons l'acord, però la tribu mai va complir la seva part del pacte i es va quedar amb les armes i els diners, i només va facilitar informació per a alguns bombardejos que no foren suficients per a la conquesta del port. També Muhàmmad ibn Alí era un aliat poc de fiar. Va avançar cap a Zuhra, però el juny de 1912 va aturar-se en aquest punt (on els otomans van concentrar les defenses) i els italians van haver de renegociar l'acord. Quan fou convençut, l'emir va enviar delegats als zaranik per encoratjar-los a atacar els turcs a al-Hudayda, però sense resultat. El 12 de juny de 1912 es va informar que el xeic zaranik exigia a la Porta garantir la seguretat al país o hauria de demanar la intervenció estrangera. Amb aliats tan poc fiables, els italians van optar per contactar amb Yahya mitjançant el cònsol italià a Aden. La intenció era fer-lo desistir de l'aliança amb els otomans, però mai es va aconseguir res.
Mentrestant, el bloqueig dels ports afectava més els comerciants europeus i àrabs, i la població nativa, que els otomans. Havent conquerit els italians Trípoli i amb la imminència de l'esclat de la Guerra dels Balcans, els otomans van acceptar les condicions italianes (tractat de Lausana de 15 d'octubre 1912) per poder retirar les tropes de Líbia cap al front balcànic. Les forces turques al Iemen es van retirar (novembre de 1912) i es van dirigir a Àqaba, i d'allí a peu a Damasc, per ser embarcades poc després cap als Balcans. El tractat de Lausana establia que Muhàmmad ibn Alí no seria amoïnat per la seva aliança amb els italians. Per la seva banda, els zaranik van seguir interceptant les rutes comercials i saquejant caravanes; quan un zaranik era capturat, algun poble era saquejat o es bloquejava alguna ruta comercial. Alguns caps zaranik van rebre diners de l'administració otomana, que no els podia combatre, ja que la província turca (sense comptar les zones concedides a l'imam) estava pràcticament sense guarnició. Els zaranik manifestaven repetidament que davant la manca d'autoritat estaven disposats a acceptar un altre govern i sembla que les seves simpaties anaven cap a francesos o anglesos. Un xeic de la regió de Taizz, Muhàmmad Abd Al·là Sufyani, es va revoltar també contra els otomans i les autoritats otomanes tenien problemes per enviar una expedició militar a Taizz (gener de 1913). Els rebels van demanar al wali otomà l'autonomia de Taizz i van manifestar el seu descontentament contra els otomans (que van acusar als anglesos d'estar-hi al darrere). No es torna a parlar d'aquesta revolta, cosa que suposaria que fou dominada pels otomans i que devia tenir poc de suport.
Al final del 1912 els combats entre zaidites i idríssides s'havien intensificat i el 19 de febrer de 1913 es va saber que les forces de Muhàmmad ibn Alí estaven guanyant i havien ocupat Hadjdja i Shahaft (lloc no identificat, que podria ser Shahara). Les forces de Yahya, amb un suport otomà molt limitat, retrocedien i Muhàmmad estava ja a 60 km de Sanà. El 3 d'abril de 1913 el mahdi va demanar a l'Imperi Otomà abandonar la part de la Tihama des de la regió d'Asir a la frontera anglesa, assegurant que establiria el seu govern a Taizz; aquesta pretensió era exagerada, ja que suposava lliurar tot el Iemen otomà i no és segur que s'hagués fet realment en aquests termes. El 4 d'abril de 1913 es va saber que l'imam havia demanat al mahdi d'Asir (Sabya) una treva, i aquest havia acceptat negociar.
El 12 de febrer de 1913 la Porta, interessada a negociar amb els idríssides, va acordar una amnistia a Muhàmmad i li va prometre l'administració de l'Asir. Al-Idrisi havia d'autoritzar al govern otomà a enviar funcionaris turcs per cobrar alguns impostos i establir duanes a la costa i les taxes cobrades serien a benefici del tresor imperial. L'acord estava condicionat a una sèrie de punts: pronunciar la pregària del divendres en nom del sultà, utilitzar com a bandera l'otomana, no podia actuar oficialment més que en nom propi, no podia negociar amb poder estrangers sense autorització, els jutges del país serien nomenats per la Porta, l'excedent del pressupost s'havia d'enviar a Constantinoble, havia d'aportar soldats, havia d'abastir amb municions les tropes otomanes de guarnició, i es fixarien uns límits per evitar futurs conflictes.
El 3 i 5 de març de 1913, uns desconeguts van disparar sobre el consolat d'Itàlia a Mokha, segurament en revenja pel suport italià al mahdi.
El 27 d'abril de 1913, con que el seu aliat Yahya estava perdent la guerra, els turcs van fer de mediadors entre els dos rivals i els van demanar ajustar la pau. El governador en nom de la bandera del sultà va demanar la unió de les tribus d'Aràbia per defensar la terra de l'islam d'una invasió cristiana.
Les contrapropostes del mahdi als punts proposats per Turquia no podien ser del grat dels otomans i feia difícil la pau, la qual cosa afavoria Muhàmmad per tal d'acabar esdevenint independent. Muhàmmad ibn Alí exigia l'evacuació total de les tropes otomanes, la cessió gratuïta de tot el material de guerra existent, i una subvenció mensual de 500 lliures turques; acceptava la sobirania del sultà, però seria príncep sobirà de l'Asir i tota la Tihama; el govern otomà no podria nomenar funcionaris que hauria de nomenar el mahdi, que podria nomenar fins i tot estrangers. Idris va acceptar la bandera otomana, però va exigir que el pavelló havia de portar d'un costat «la ila-il- ’Al·là» i de l'altre «Muhàmmad Rasul Al·là»; podria tenir a més els soldats que considerés necessaris i cobraria tot el derivat de les duanes, vies fèrries, correus, telègrafs i telèfon, i de tots els productes d'Asir i Tihama; i finalment els tribunals haurien de jutjar conforme a la llei alcorànica i l'àrab seria la llengua oficial de l'administració.
Les converses entre l'imam i el mahdi van fracassar el 7 de juny de 1913. Sembla que fou Yahya qui va trencar les converses per demostrar la seva lleialtat als otomans quan Muhàmmad va presentar aquestes propostes que feien impossible d'entendre's amb la Porta. La raó real hauria estat la impossibilitat de posar-se d'acord sobre els territoris de cadascú. Però, tot i l'aturada de les converses, no es va informar de la represa dels combats fins a un cert temps després, a l'agost. El 4 de setembre de 1913 es donava compte de les baixes tingudes per l'imam el darrer mes (30 morts) en un xoc amb forces superiors que finalment es van retirar. L'imam va emmagatzemar armament (aportat pels turcs) i va preparar la guerra.
El novembre de 1913 els italians van anunciar l'obertura d'un dispensari per a la població d'al-Hudayda, però les autoritats otomanes van aconsellar no utilitzar-lo i el 14 de novembre fou tancat. Un vaixell italià que havia estat ancorat davant al-Hudayda per "tasques socials amb la població" fou també llevat. Després de la seva sortida, els britànics van enviar un creuer des de Jeddah. El desembre de 1913 s'haurien produït xocs a la muntanya d'Hadjdjur, però l'imam, amb suport turc, hauria aguantat o rebutjat l'atac.
El març de 1914 es tornava a informar de xocs entre les forces de Yahya (i els turcs aliats) i les de Muhàmmad. Tot i que durant la segona meitat de l'any 1913 l'imam va patir algunes derrotes menors i va perdre soldats i armament, va poder mantenir el front a les muntanyes d'Hadjdjur.
El 6 de març de 1914 el governador otomà va contactar amb al-Idrisi per demanar-li una entrevista, però aquest va refusar, sembla que sota pressió dels italians, que li van fer saber que si acceptava una aliança amb els otomans no li donarien protecció i li reclamarien el material de guerra i 134.000 thalers que li havien estat deixat en préstec el 1912; així, l'Asir no va esdevenir oficialment autònom, però l'autoritat del sandjakbégi de l'Asir no s'estenia més enllà de la capital, al-Qunfuda. El 13 de març de 1914 els idríssides van obtenir una victòria en la qual van matar un oficial turc i 24 soldats de l'imam, i aquest va cridar els mil soldats que havia deixat als otomans per operar a la regió de Xahara. El 23 de març els idríssides van rebre en un port al nord de Luhaya cinc petits vaixells britànics amb armament, primer senyal dels contactes britànics amb Muhàmmad ibn Alí. El 9 d'abril el govern de la wilaya va donar a entendre que actuaria contra al-Idrisí; Mahmud Nadim Béy, després d'haver organitzar les Illes Farasan, va planejar la captura dels ports en mans dels idríssides. El 23 d'abril el mahdi Muhàmmad va atreure a la seva causa el xeic de la tribu dels Haixid, antic partidari de l'imam; esperava amb el seu ajut poder ocupar el Jabal Xahara, però Yahya se'n va assabentar i va organitzar una eficaç defensa amb ajut turc, que va rebutjar l'atac. Muhàmmad ibn Alí per la seva banda tenia algunes dificultats. El febrer de 1914 va tenir discussions (potser sobre els impostos a l'Asir) amb els seus lloctinents i tres d'aquests, de la tribu Bani Marwan, l'haurien abandonat i s'haurien unit a l'imam. Una informació situava Muhàmmad a Wasli (lloc no identificat), on va saber que els notables d'Abu Arix havien demanat la protecció de Yahya. El mahdi els va cridar sota amenaça de fer una incursió i els xeics van obeir.
El 1915 Muhàmmad es va aliar als britànics, que donaven suport a la revolta àrab i va signar un tractat d'aliança; el 1916 Muhàmmad va ocupar al-Qunfudha al Hedjaz sota sobirania otomana (a Tihamat al-Hidjaz o la Tihama del Hedjaz); Al-Qunfudha (o al-Kunfudha) era una ciutat portuària situada més de 50 km al nord d'Haly (que marcava el límit entre la Tihama de l'Hedjaz i la Tihama de l'Asir), però ja no va poder avançar més al nord per la resistència del general turc Fakhri Paixà. Abha va quedar assetjada fins al 1916 sense èxit (no va poder ser ocupada fins després de la retirada turca). Després del 1916 els ayídides o Banu Mughayd, dirigits per Hasan bén Muhàmmad al-Ayid, van ser admesos a Abha i van dominar el territori per compte i com a vassalls dels otomans, territori que no obstant això era reconegut possessió dels idríssides pels aliats, mentre que els ayídides van buscar el suport del xerif de la Meca (Hedjaz), vassall otomà.
Per un acord del 1916 els britànics van incloure en els futurs dominis idríssides, al final de la guerra, el port d'al-Hudayda, que generalment era considerat del Iemen, i que encara estava en possessió dels otomans. El 1917 Muhàmmad va bescanviar al-Qunfudha per les Illes Farasan amb el xerif de la Meca i Hedjaz.

## Idríssides del Iemen, zaidites
Amb l'armistici de Mudros del 30 d'octubre del 1918 els otomans van evacuar Abha i la resta de l'Asir i el Iemen. El ayídides van intentar conservar Abha i l'Alt Asir i foren atacats pels idríssides, que llavors també es van apoderar dels territoris que havien estat en mans dels otomans, com Abu Arix i la resta del Baix Asir; una mediació sobre la possessió d'Abha i l'Alt Asir demanada pels idríssides a Abd al-Aziz al-Saud del Nedj, fou rebutjada per Hasan. Tanmateix, amb l'evacuació otomana el 1918, Muhàmmad i els britànics van entrar a al-Hudayda, i la cessió del 1916 fou confirmada per un plebiscit celebrat el 1919. L'imam de Sanà fou formalment reconegut com a sobirà de bona part del Iemen.
El 1921 els saudites van enviar un contingent que va derrotar els ayídides; el 1922 aquests foren derrotats en una nova campanya saudita dirigida pel príncep Faysal ibn Abd-al-Aziz, i els saudites van ocupar Abha; un governador saudita es va instal·lar a la ciutat; la resistència dels ayídides es va acabar el 1923.
L'emir idríssida de Sabya Muhàmmad va signar el 29 d'octubre de 1920 (15 de safar de 1339) un tractat d'aliança amb els saudites. El 1921, després de la no-ratificació del tractat de Sevres per Turquia, els aliats li van reconèixer la possessió del port d'al-Hudayda. Va morir el 20 de març de 1923 i el va succeir el seu fill Sayyid Alí (II) ibn Muhàmmad al-Idrisi al-Hàssani, de 18 anys.
En negar-se el nou emir a convocar el consell dinàstic, el seu oncle Sayyid Mustafa Idris es va revoltar a al-Hudayda (1924), però fou derrotat i va haver de fugir a Egipte. Alí va deixar llavors el poder en mans dels seus oncles materns, negres sudanesos, que eren analfabets, i entre els quals fou nomenat governador d'al-Hudayda Abdul MuttAlím, avariciós i cruel, cosa que va provocar el descontentament general. Les tribus de la zona es van aliar amb l'imam zaidita del Iemen, que va enviar el general Abdal·là Al Wazir, el qual va conquerir la ciutat d'al-Hudaydal'abril de 1925, i també la regió de Medi o Maydi (situada a la frontera nord del Iemen, a la part de la costa).
Buscant l'abdicació d'Alí, el gran xeic sanussita Djemal Baja, que gaudia d'un gran prestigi, es va traslladar a Sabya (febrer del 1926). Alí va abandonar la ciutat i fou proclamat Sayyid Mirghani al-Idrisi com a regent del menor Sayyid al-Hasan ibn Alí al-Idrisi. Amb tota aquesta agitació les ambicions del Iemen van augmentar, però la tribu dels Banu Hummad va obtenir una important victòria sobre els iemenites a Medi. Per prevenir un contraatac iemenita els saudites van enviar tropes. Les Illes Farasan foren venudes als britànics aquest any 1926, però el contracte no es va ratificar. El 21 d'octubre de 1926 Mirghani va signar un tractat de protecció sobre l'Asir, conegut com a tractat de la Meca (amb les fronteres establertes pel tractat de 15 Safar 1339, amb què s'obrí la qüestió d'al-Hudayda).

## Regne mutawakkilita del Iemen
El 2 de setembre de 1926 l'imam del Iemen va agafar el títol de rei i va confirmar el nom de la dinastia com a mutawakkilita. El 20 de novembre de 1930 la dinastia idríssida del Iemen fou deposada i el país annexionat a la província saudita d'Hedjaz. La frontera amb el Iemen fou fixada el 1934 (tractat de Taif).
Iemen va entrar a la Lliga Àrab el 1945 i a l'ONU el 1947. El 17 de febrer de 1948 el rei Imam Yahya va morir durant un intent de cop d'estat que va proclamar Abd Al·lah (III) ibn Àhmad, que va fracassar definitivament el 14 de març següent; el va succeir el seu fill Àhmad al-Xams ibn Yahya, que va governar de manera tirànica i es va enfrontar als britànics per la possessió de la colònia i Protectorat d'Aden. Fou fins i tot deposat efímerament en una revolució (31 de març a 5 d'abril de 1955), que va proclamar sense èxit el seu fill Abd Allah ibn Yahya, però va conservar el poder fins a la seva mort, el 18 de setembre de 1962.

## República i guerra civil
Va pujar llavors al tron el seu fill Muhàmmad (VII) al-Badr ibn Yahya, que al cap de nou dies fou enderrocat per una junta militar que va proclamar la república. Badr va fugir a les muntanyes i es va iniciar una cruenta guerra civil en què Egipte va donar suport als republicans i Aràbia Saudita i Jordània als monàrquics. Les tropes egípcies van ser al país fins al 1967. El setge monàrquic a Sanà es va aixecar el 1968; finalment, la guerra es va acabar en un tractat el 1970 i Aràbia Saudita va reconèixer la república.

## República
Consolidada la república, el govern del Iemen va anunciar la futura unió amb la República Popular i Democràtica del Iemen o Iemen del Sud (1972), anunci que no va anar seguit de cap resultat pràctic. Acords més efectius es van aconseguir el 1988 i finalment el novembre de 1989 es va acordar la unificació, que fou proclamada el 22 de maig de 1990. Alí Abdul·là Saleh, president del Iemen del Nord, va esdevenir president, i Alí Salím al-Baidh del Iemen del Sud, vicepresident. Progressivament es van crear els elements per fer factible la unió entre dos països amb economies diferents. El 1993 els conflictes sorgits van imposar l'exili del vicepresident cap a Aden (agost).
El 21 de maig de 1994 el sud es va declarar independent i va restablir la República Popular i Democràtica del Iemen sota la presidència d'al-Baidh, iniciant una guerra civil per restaurar la independència i el laïcisme al sud es va acabar el 7 de juliol de 1994 amb la victòria del nord, quan va ocupar Aden. La resistència en altres llocs es va aturar poc després. Milers de sudistes civils i militars van haver de marxar a l'exili, però la majoria van poder tornar mercès a una amnistia. Una resistència armada es va organitzar a Aràbia Saudita, però va tenir poca força.
El setembre de 1999 es van celebrar les primeres eleccions presidencials per sufragi universal, entre dos candidats i Alí Abdul·là Saleh fou reelegit per cinc anys (després ampliats a set per una modificació de la constitució). Fou reelegit el 2006 per set anys més.
Per a la història de la República Popular i Democràtica del Iemen, vegeu Iemen del Sud.

## Primavera àrab
En la dècada del 2000 el govern va haver de lluitar contra nombrosos grups rebels, com ara el moviment zaidita Houthis dirigit per Hussein al Houthi. Des del 2007, un moviment polític i una organització paramilitar activa al sud del Iemen reclamen la secessió de la República del Iemen i el retorn a l'antic estat independent del Iemen del Sud, i el 2009, la insurrecció armada es va reprendre al sud del Iemen, dirigida pels successors del Moviment del Iemen del Sud.

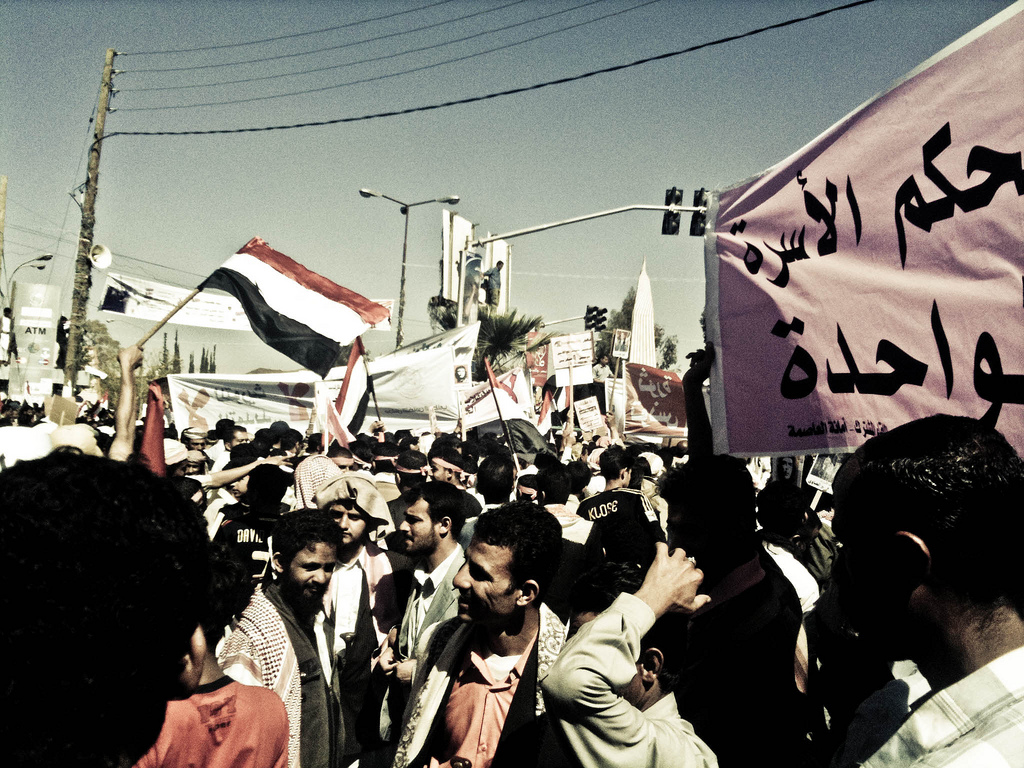
Els manifestants a Sanà, el 3 de febrer

Les protestes del Iemen del 2011 seguiren les etapes inicials de la Primavera àrab i van començar simultàniament amb la revolució egípcia. Les protestes van ser inicialment contra l'atur, les condicions econòmiques i la corrupció, així com contra les propostes del govern per modificar la Constitució del Iemen. Les demandes dels manifestants de llavors es van intensificar amb les crides al president Alí Abdallah al-Salih perquè renunciés.
No obstant això, la situació es va deteriorar ràpidament amb un alçament a gran escala, amb diverses campanyes de contrainsurgència, i amb la consolidació de les lluites armades tribals, tant entre l'oposició armada i els grups terroristes contra el govern i entre si. Malgrat l'intent d'assassinat de Salih, i l'acceptació definitiva de la renúncia per part de Saleh, el conflicte continuà infligint baixes en tot el país a finals de 2011.